# Luftkrieg im Ersten Weltkrieg

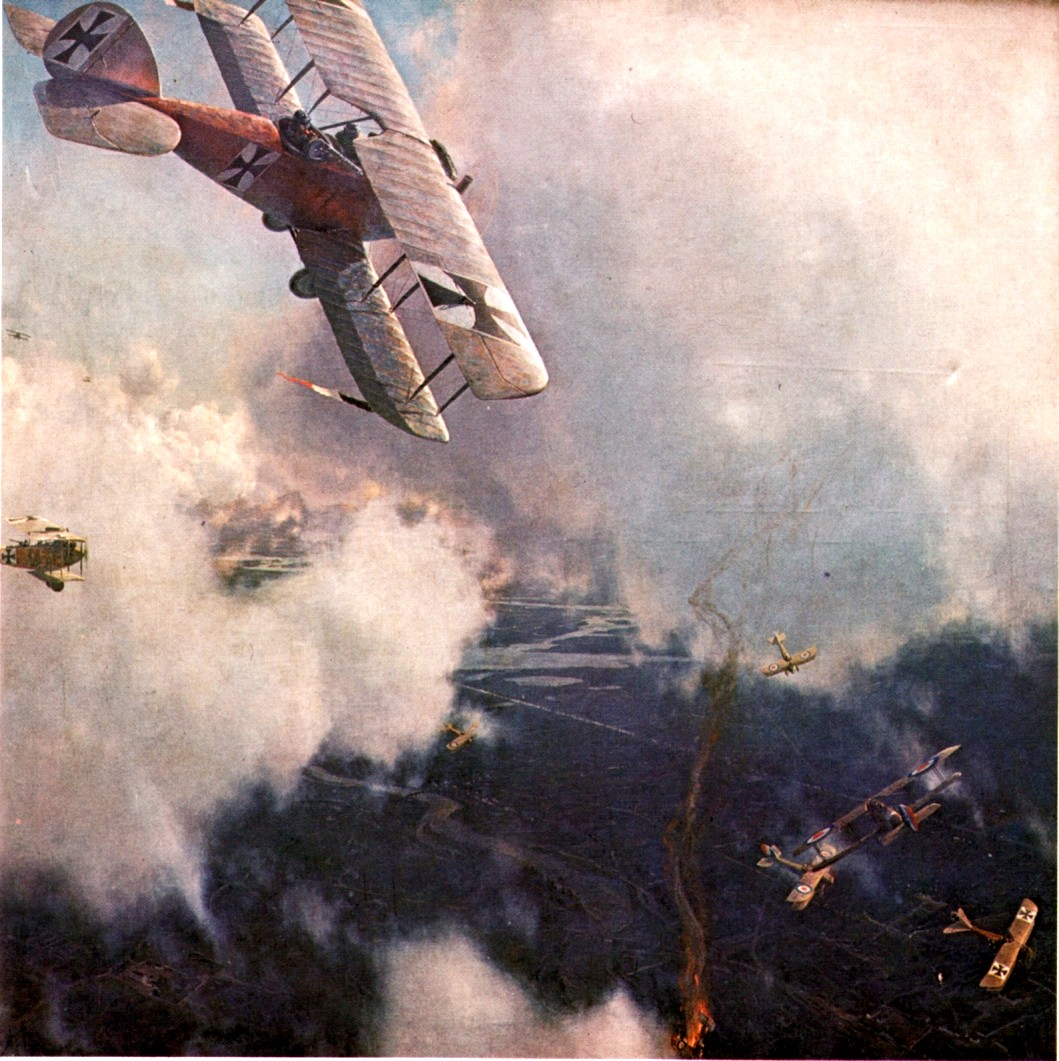
Luftkampf (Ölgemälde von Michael Zeno Diemer aus dem Jahre 1918)

Der Luftkrieg im Ersten Weltkrieg umfasst den Zeitraum vom 28. Juli 1914 bis zum 11. November 1918. Der Erste Weltkrieg kann als eigentlicher Beginn der Luftkriegsführung gesehen werden, in dem sich die meisten der heute gängigen Gattungen an Militärflugzeugen und heute noch gültigen Luftkriegskonzepte entwickelten. Er ist insofern Gegenstand der Militärgeschichte wie auch der Technikgeschichte. Die Erringung der Luftüberlegenheit war in hohem Maße durch die technische Entwicklung der Flugzeuge bestimmt.
Die zentrale Plattform für den Luftkrieg im Ersten Weltkrieg war das erst elf Jahre zuvor erfundene Flugzeug. Fesselballons und Militärluftschiffe spielten eine Nebenrolle. Wie bei kaum einem anderen Kriegsmittel standen technischer Fortschritt, industrielle Kapazitäten, militärische Forderungen und organisatorische Rahmenbedingungen in einem gegenseitigen Abhängigkeitsverhältnis. Die im Vergleich zum Land- und Seekrieg völlig andersartige räumliche Dimension führte zu einem neuen statischen, operativen und taktischen Denken. Insofern war der Luftkrieg ein Teil der „Epochenschwelle“, die manche Historiker im Ersten Weltkrieg sehen.
Die kriegsführenden Mächte brachten zu Kriegsbeginn etwa 1000 Flugzeuge zum Einsatz. Neben der generellen Luftaufklärung als erste zentrale Einsatzart trat nach dem Übergang zum Stellungskrieg bald die Nutzung als Artilleriebeobachter. Zu dieser eng an die Heeresoperationen gebundene Unterstützungsrolle fand das Flugzeug zunehmend als eigenständige Waffenplattform Verwendung.
Der strategische Luftkrieg richtete sich gegen das Hinterland und versuchte mit der Zerstörung von Infrastruktur und Rüstungspotential die Fähigkeit zur Kriegsführung zu mindern. Da die Massenbasis an Flugzeugen und die technischen Möglichkeiten für exakte Bombardierungen fehlten, hatte der strategische Luftkrieg im Ersten Weltkrieg keine entscheidende Auswirkung auf den Kriegsverlauf. Abgesehen von der materiellen Wirkung hatte der strategische Luftkrieg von Anfang an die Absicht, Moral und Kampfbereitschaft der Zivilbevölkerung zu treffen. Darunter fiel vor allem die von Frühjahr 1917 bis Frühjahr 1918 von der Obersten Heeresleitung befohlene Luftoffensive gegen London.
Der taktische Luftkrieg zielte auf die Unterstützung der eigenen Land- und Seestreitkräfte. Die Alliierten betrachteten diese Aufgabe im Wesentlichen als Nebenaufgabe der Jagdflieger und vermieden diese abgesehen von der Somme-Schlacht in aller Regel wegen der hohen Gefährdung durch die Bodenluftabwehr. Die deutschen Luftstreitkräfte entwickelten dagegen spezielle Einsatzverfahren und Flugzeugmuster, jedoch nur mit mäßigen Erfolg. Für die Frühjahrsoffensive 1918 schuf man 38 spezielle Schlachtstaffeln, die im Tiefflug die gegnerischen Linien angriffen. Als Element der Durchbruchsschlacht sollten die Schlachtflugzeuge die Sturmtruppen nach dem Vorverlegen des Artilleriefeuers unterstützen, indem sie die feindliche Infanterie (weiterhin) in Deckung zwangen.
Der Erfolg der Aufklärer, Artilleriebeobachter, Bomber und Schlachtflugzeuge hing davon ab, inwieweit sie in der Luft ungestört ihrer Aufgabe nachgehen konnten. Dementsprechend kam es im Krieg zu einer rasanten Entwicklung von Jagdflugzeugen: von provisorischen Anfängen bis zu den leistungsfähigen Maschinen zu Kriegsende. Aus den 1914 als Hilfswaffe eingesetzten Flugzeugen waren vier Jahre später bei allen kriegsführenden Nationen große und spezialisierte Luftstreitkräfte mit eigenen Einsatzgrundsätzen geworden.

## Technische Entwicklung

### Fesselballons

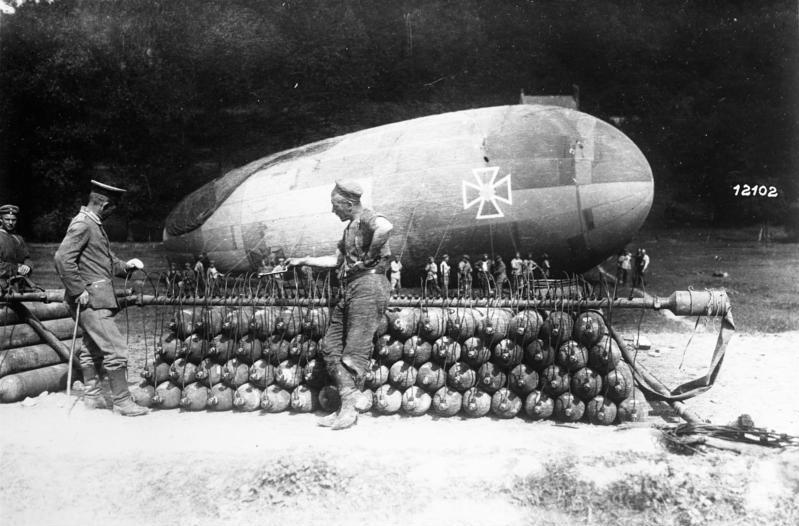
Befüllen eines Fesselballons im Ersten Weltkrieg

Durch das Aufkommen von Flugzeugen und lenkbaren Luftschiffen war das Interesse an Ballons vor dem Ersten Weltkrieg geschwunden, die zudem wegen der schwerfälligen Bodenstationen im Bewegungskrieg als nur eingeschränkt verwendungsfähig erschienen. Der Fesselballon und mit ihnen die Feldluftschiffer erlebten eine Renaissance, als die Fronten erstarrten und der Stellungskrieg begann. Sie wurden in Frontnähe zur Lenkung des Artilleriefeuers und zur Beobachtung der feindlichen Linien eingesetzt, zumeist in der Form von Drachenballons. Die Alliierten produzierten deutlich verbesserte Ballons nach dem System Caquot. Mit entsprechenden optischen Geräten konnte der Gegner bis weit ins Hinterland beobachtet werden. Diese Spähposten waren jedoch exponierte und leichte Ziele für bewaffnete Flugzeuge.

### Lenkbare Militärluftschiffe

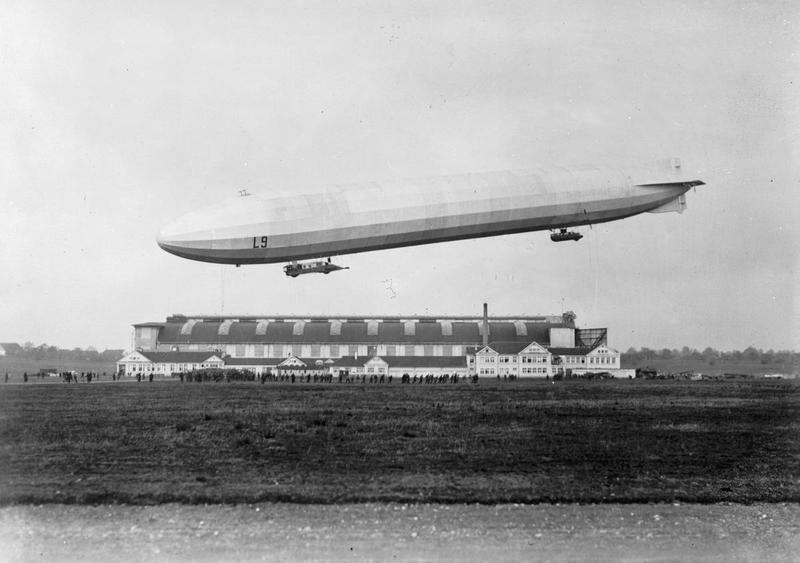
LZ 36 (Marineluftschiff L9 Typ O)

In Hinblick auf einen eventuellen Krieg mit Großbritannien hatte man in Deutschland die Entwicklung lenkbarer Militärluftschiffe forciert, vor allem Zeppelin- und Schütte-Lanz-Luftschiffe. Ab 1910 wurden sie rüstungspolitisch und finanziell gegenüber den Flugzeugen bevorzugt. Zu Beginn des Krieges setzte man auf sie große Hoffnungen, da sie verglichen mit Flugzeugen größere Höhen erreichten, zunächst fast ebenso schnell waren, deutlich größere Nutzlasten tragen und länger in der Luft bleiben konnten sowie eine größere Reichweite aufwiesen. Schon die ersten Einsätze für Bombenabwürfe über Belgien führten zur Ernüchterung, erhebliche Verluste gingen mit marginaler Wirkung einher. Trotz enormer technischer Verbesserungen im Krieg blieben sie durch die gegnerische Flugabwehr verwundbar, was durch Faktoren wie Größe, geringe Geschwindigkeit, schlechte Manövrierfähigkeit und brennbare Gasfüllung bedingt war. In immer größere Flughöhen gezwungen, verminderte sich die Leistungsfähigkeit der Motoren und die Zielgenauigkeit der Bomben, zudem machte die Höhenkrankheit den Besatzungen schwer zu schaffen. Brachten die Aufklärungsfahrten vor allem auf See noch einen relativ hohen militärischen Nutzen, so stand das Ergebnis der Angriffsfahrten in keinem Verhältnis zum Aufwand.
Großbritannien verwendete Luftschiffe kaum zu Angriffen und setzte eher auf kostengünstige Prallluftschiffe für den Küstenschutz (Coastal-Class-Luftschiff) und die Konvoibegleitung. Nach Einführung von Brandmunition im Frühjahr 1916 stiegen die Abschusszahlen vor allem der Ballons, die Fortschritte bei der Entwicklung leistungsfähiger Flugzeuge machten das Luftschiff zunehmend ersetzbar, so dass das Militärluftschiff seine militärische Bedeutung weitgehend verlor.
Des militärisch erfolgreichste deutsche Marineluftschiff, der Zeppelin LZ 46 fuhr 42 Aufklärungsfahrten und 17 Angriffsfahrten gegen England, wobei er 22.045 kg Bomben abwarf; er war zudem einer der wenigen Zeppeline, die den Krieg überlebten. In 95 Stunden und fünf Minuten Fahrzeit legte die LZ 104 auf ihrer Afrikafahrt eine Strecke von 6757 Kilometern zurück. Der Zeppelin hatte eine Länge von 226,5 m und wurde von fünf Maybach-Motoren mit je 245 PS (180 kW) angetrieben. Als Fanal der Angriffszeppeline gilt ein Ereignis im Sommer 1918: Der „Führer der Marine-Luftschiffe“ Peter Strasser startete am 5. August 1918 mit einem ganzen Zeppelin-Geschwader, er war dabei an Bord des bis dahin größten und modernsten Zeppelins L 70/LZ 112. LZ 112 wurde auf Grund seines Funkverkehrs geortet und von einer britischen Airco DH.4 abgeschossen. Strasser hatte an der Idee festgehalten, Großluftschiffe als Bomber einzusetzen. Kurz darauf, am 11. August 1918, ging die LZ 100 (L53) verloren. Danach wurden die Marineluftschiffe nur noch in der Fernaufklärung für die Hochseeflotte eingesetzt, womit die Ära der Zeppeline als Bomber endete. Mehr als zwei Drittel aller deutschen Kriegsluftschiffe (110 von 123) gingen verloren, etwa je zur Hälfte durch Feindeinwirkung oder Unfälle.

### Tauben und Gitterschwänze

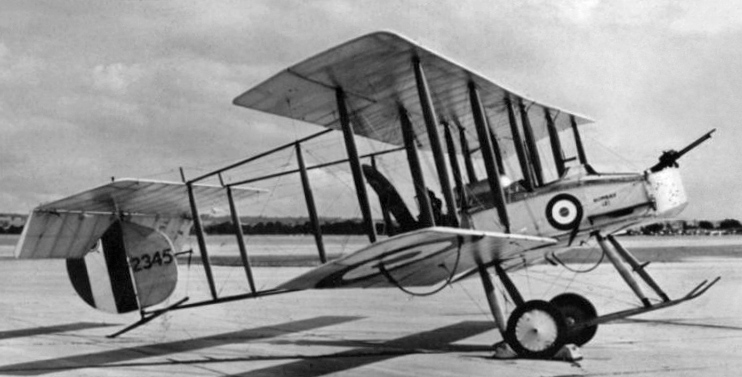
Vickers F.B.5. Gunbus, zweisitziger bewaffneter Doppeldecker mit Druckpropeller

Noch zu Kriegsbeginn war die Etrich Taube eines der meistgeflogenen Maschinen auf deutscher Seite. Es hatte sich aber schon bei Manövern im Jahre 1913 gezeigt, dass derartige Konstruktionen den Doppeldeckern Aviatik B.1, Albatros B.I und DFW B.I unterlegen waren. Bei den Alliierten dominierten zu Kriegsbeginn noch die sogenannten „Gitterschwänze“ wie der Voisin LA.S, die teilweise noch bis 1916 und 1917 gebaut wurden, so britische Gitterschwanz-Jäger wie das erste britische Jagdflugzeug Vickers F.B.5 sowie die RAF FE 2b, Airco D.H.2, Vickers F.B.12 und RAF FE 8. Der zweimotorige Bomber Caudron G.IV hatte ebenfalls noch einen unverkleideten Gitterschwanz. Im Herbst 1916 läuteten die deutschen Halberstadt- und Albatros D-Typen das Ende der Gitterschwänze ein, nach britischen Flugversuchen im Juni 1917 wurde entschieden, dass die Konstruktionsweise nicht mehr den Frontanforderungen gerecht werden konnte.

### Druckpropeller
Die Anordnung eines Druckpropellers kam bei der französischen Farman M.F.11 im Jahre 1913 zum Einsatz und wurde dann zum Beispiel bei der britischen Airco D.H.1 und der einsitzigen Airco D.H.2 übernommen, um ein nach vorn gerichtetes Maschinengewehr abfeuern zu können, ohne den Propeller zu beschädigen. Trotz dieses Vorteils kam den entsprechenden Typen keine größere Bedeutung zu, da die Leistung der damaligen Maschinen mit Druckpropeller geringer als jene mit Zugpropeller war.

### Deflektor und Synchronisation

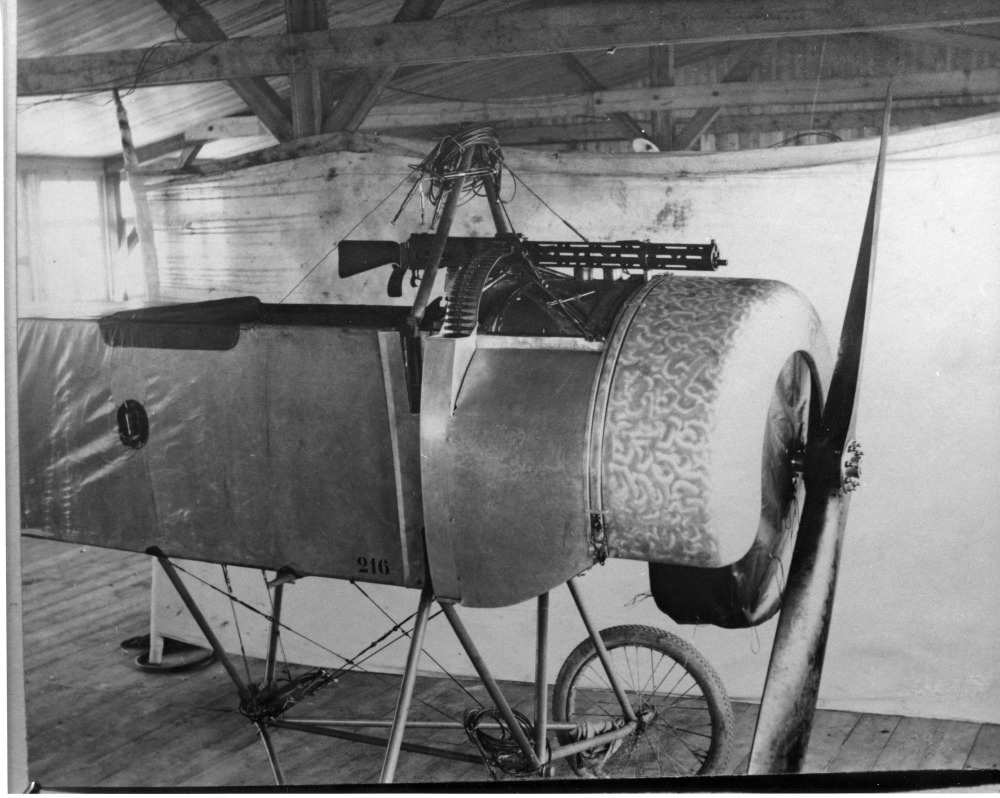
Fokker M.5K, Prototyp mit synchronisiertem MG

Im Frühjahr 1915 ließ sich der französische Flieger Roland Garros hinter der Luftschraube seiner Morane Parasol einen keilförmigen Geschossabweiser anbringen, der es erstmals ermöglicht, durch die Luftschraube zu schießen. Durch die Konstruktion gewannen die Alliierten monatelang die Luftüberlegenheit an der Westfront. Nach der Untersuchung einer erbeuteten Morane mit Geschossabweiser ging man in Deutschland einen Schritt weiter – auch weil sich die deutschen Stahlmantelgeschosse so nicht vom Propeller abweisen lassen – und versah Propeller und Maschinengewehr mit einem Unterbrechergetriebe. Anfang August 1915 wurde der Fokker-Eindecker Fok E1 mit synchronisierten Maschinengewehr an die Front ausgeliefert und begründete dann eine für Monate andauernde Überlegenheit der deutschen Luftwaffe. Im April 1916 fiel den Alliierten eine Fokker E III mit synchronisierten Maschinengewehr in die Hände und entwickelten daraufhin ähnliche Synchronisierungsmethoden.

### Luft-Luft-Raketen

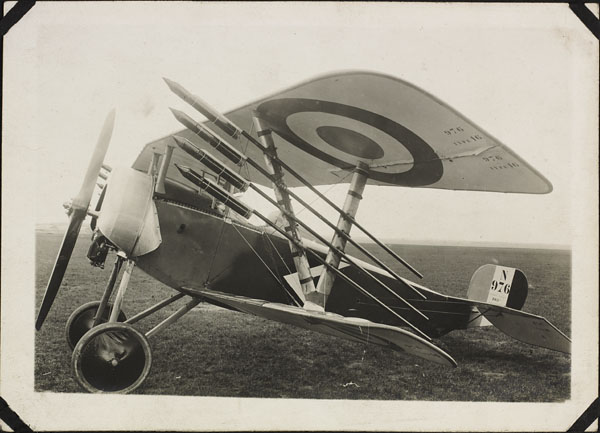
Nieuport 16 ausgerüstet mit Le-Prieur-Raketen zur Bekämpfung von Militärluftschiffen

Deutsche Fesselballons wurden durch die Alliierten unter anderem mit der Le-Prieur-Rakete bekämpft, entwickelt Ende 1915 von Yves Le Prieur und hergestellt vom Pyrotechnik-Unternehmen Ruggieri. Die Raketen waren in Stahlröhren seitlich am Rumpf angebracht und wurden durch einen elektrischen Mechanismus gezündet. Sie erreichten eine mittlere Geschwindigkeit von etwa 100 Metern pro Sekunde. Nach der Einführung von Brandmunition im Frühjahr 1916 wurden sie kaum mehr verwendet, da das Maschinengewehr leichter zu hantieren und zielgenauer war.
Der spätere Raketenkonstrukteur Rudolf Nebel stellte 1917 Luft-Luft-Raketen im Eigenbau her. Ein erster Versuch mit dem Abschuss von vier Raketen auf einen britischen Flugzeugverband brachte zwar keinen Treffer, aber eine Pilot landete eventuell in Panik und wurde deutscher Kriegsgefangener. Kurz drauf erzielte Nebel den ersten Abschuss mit einer Luft-Luft-Rakete. Dann jedoch explodierten zwei der vier Raketen beim Abfeuern noch an seiner Albatros D.III, was zu einer Bruchlandung führte. Der weitere Einsatz der Waffe wurde daraufhin verboten. Er durfte zwar der Inspektion der Fliegertruppe seine Erfindung vorführen, aber die Idee wurde in diesem Weltkrieg nicht wieder aufgenommen.

### Sternmotor versus Reihenmotor

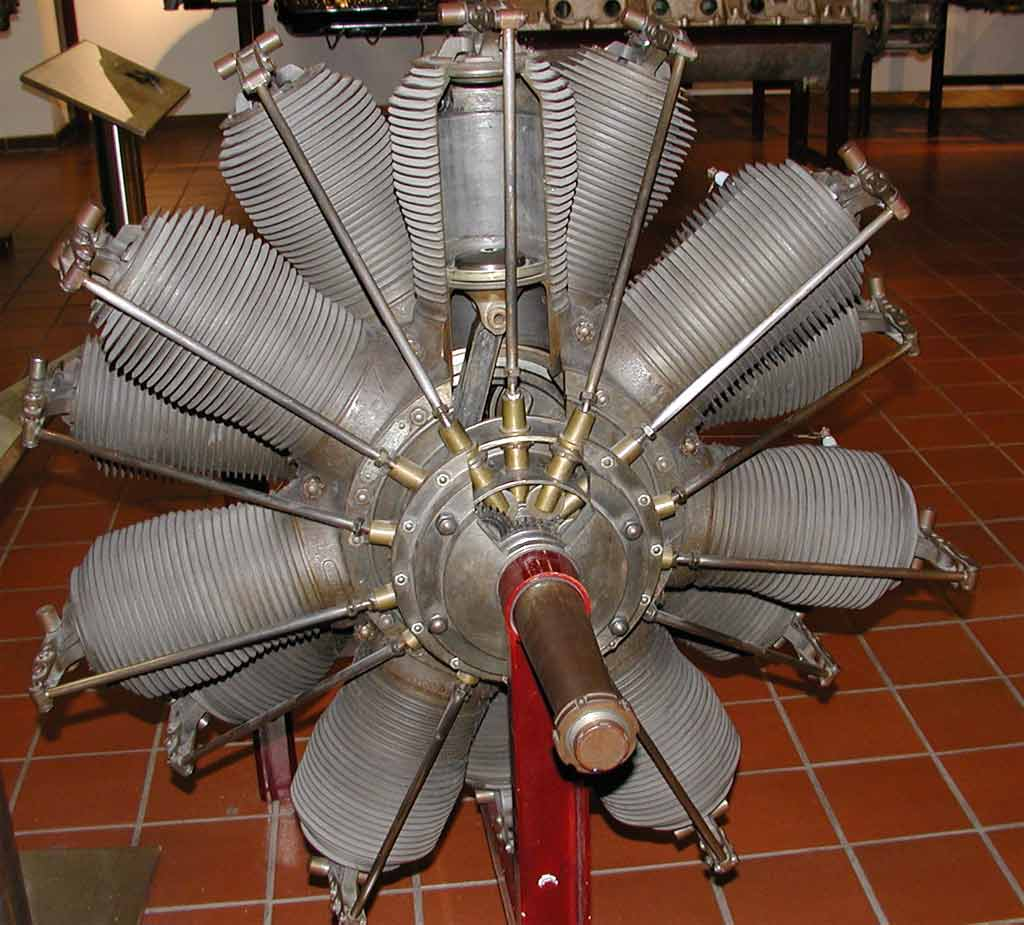
Doppelstern-Umlaufmotor Oberursel U III von 1914/15 (Deutsches Museum München)

Sternmotoren (damals zumeist Umlaufmotoren) ermöglichte eine kürzere Bauform und die Konzentration der Gewichte auf engen Raum. Daraus resultierte eine außerordentliche Manövrierfähigkeit, die ausgezeichnet für enge Steilkurven im Kurvenkampf geeignet war. Der Nachteil war, dass die damaligen Umlaufmotoren in Höhen über 4000 Meter deutlich an Leistung verloren und dann anderen Bauarten unterlegen waren. Typisch für diese Antriebsart waren die Sopwith Camel und die Fokker Dr.I.
Als das bessere Triebwerk galt der Reihenmotor. Da er länger und schwerer als der Umlaufmotor war, resultierte daraus zwar auch ein längeres und schweres Flugzeug mit geringerer Manövrierfähigkeit, die Flugzeuge mit Reihenmotoren waren jedoch in allen Höhen leistungsfähiger. Der Pilot eines Flugzeuges mit Umlaufmotor konnte deswegen vor allem in größeren Hohen nicht ohne weiteres beschleunigen und/oder davonsteigen und sich damit selbst in eine günstige Schussposition bringen. Er konnte sich aus unvorteilhaften Position nur mit seiner überlegenen Manövrierfähigkeit aus der Schusslinie kurven. Manche besonders erfolgreiche Piloten zogen dennoch Maschinen mit Sternmotoren vor, wie Manfred von Richthofen, Werner Voß und Harold Balfour.

### Eindecker

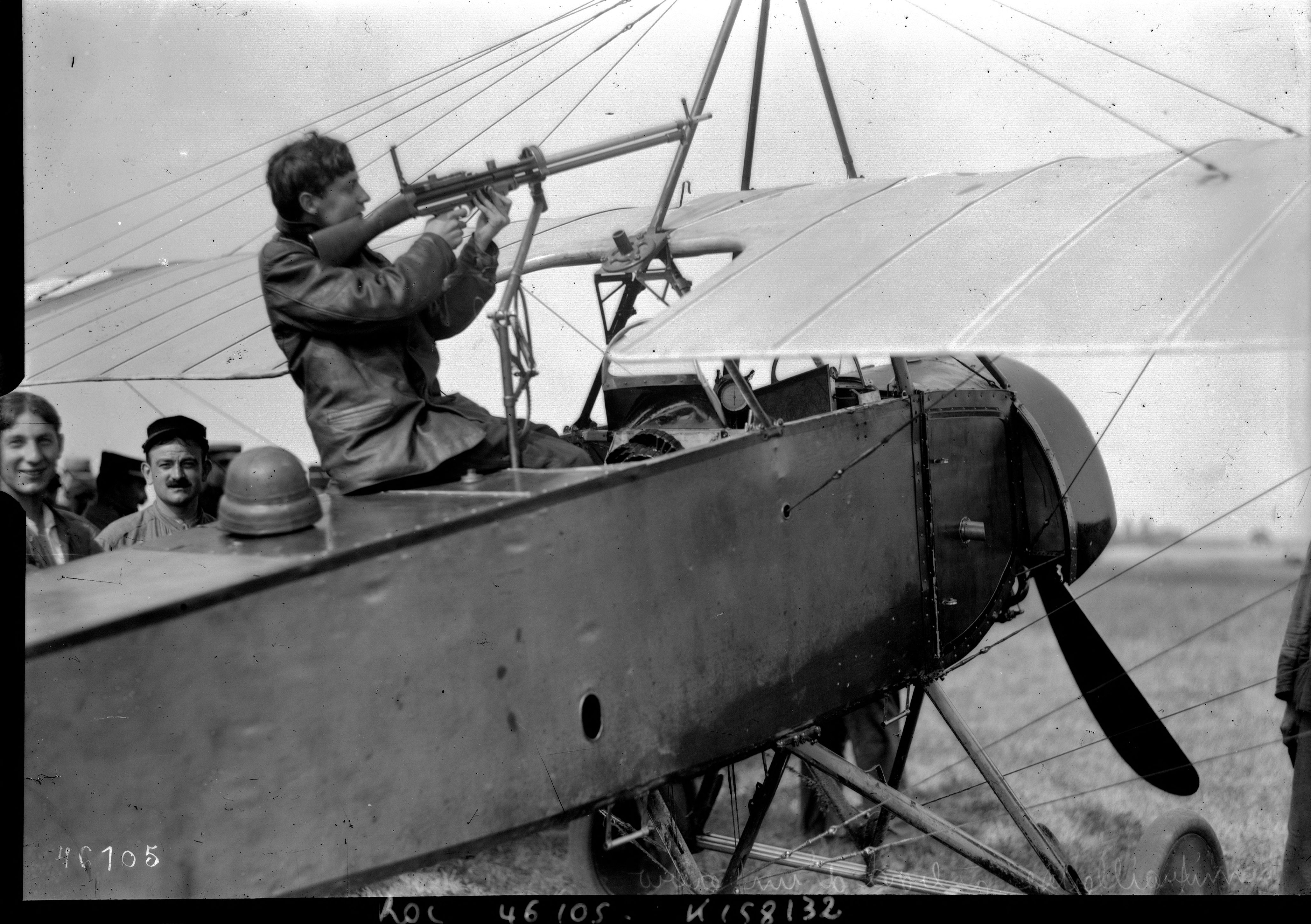
Vor Deflektor und Synchronisation: Maschinengewehr auf Morane Saulnier L

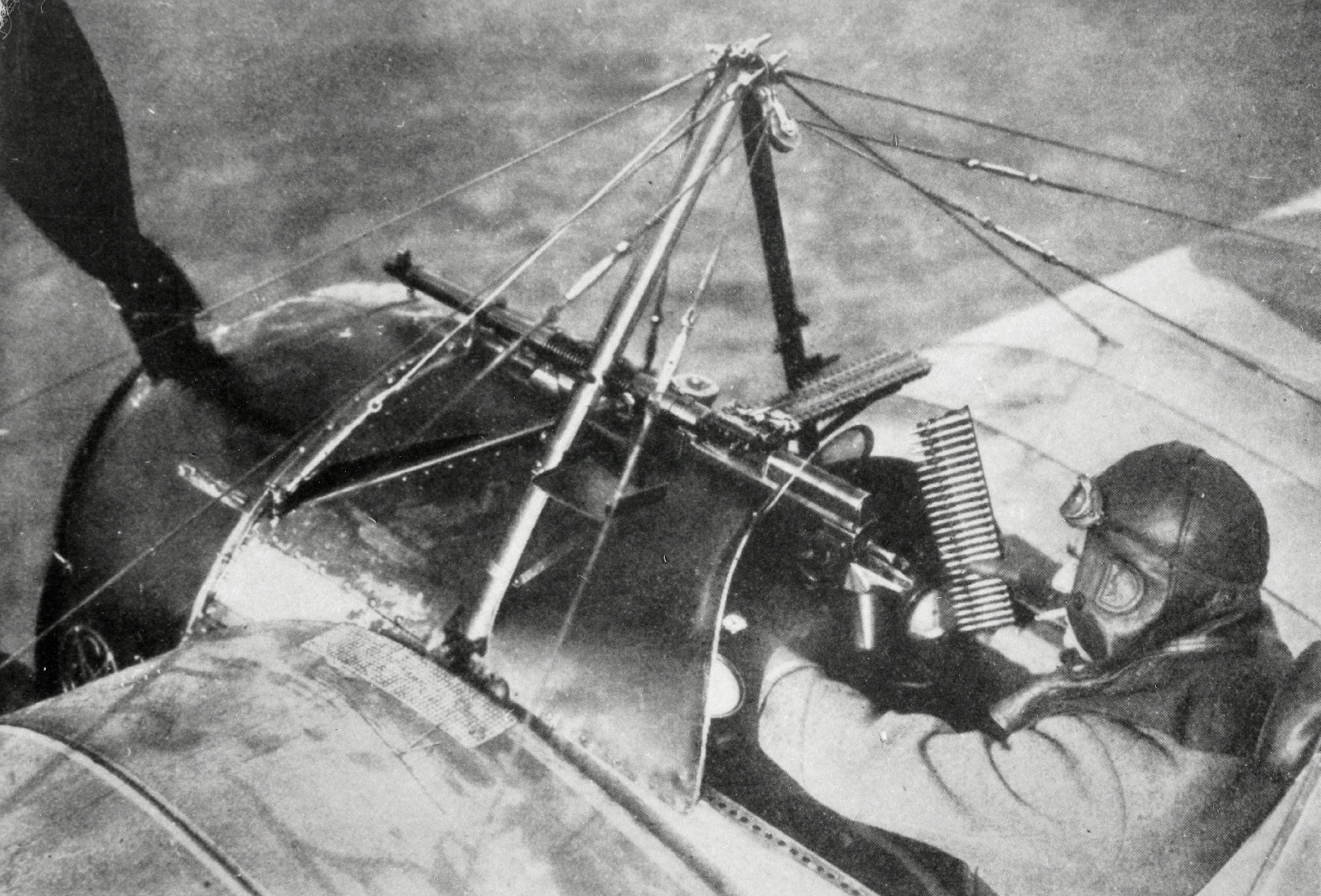
Morane-Saulnier N mit gepanzerten Propeller

Die Firma Morane-Saulnier entwickelte schon vor dem Krieg Eindecker in Hochdeckerbauart, auch Parasol (von frz. Sonnenschirm) genannt. Die 1913 herausgebrachte Morane-Saulnier L gilt als das erste erfolgreiche Jagdflugzeug der Geschichte des Luftkrieges, der erste Abschuss erfolgte im Januar 1915. Auch die British Expeditionary Force wurde mit dem Typ L ausgestattet, Reginald Alexander John Warneford zerstörte von diesem Flugzeug aus den Heeres-Zeppelin LZ 37 per Bombenabwurf. Georges Guynemer gelang sein erster Abschuss mit einem modifizierten L-Typ, der ein Lewis-Maschinengewehr oberhalb des Flügels montiert hatte. Das Baumuster schrieb zudem Kriegsgeschichte, als es erstmals mit einem durch den Propeller schießenden Hotchkiss-Maschinengewehr und Stahlblechabweiser ausgestattet war. Den Einsitzer-Boom der kriegsführenden Streitkräfte löste der Mitteldecker Morane-Saulnier N aus.

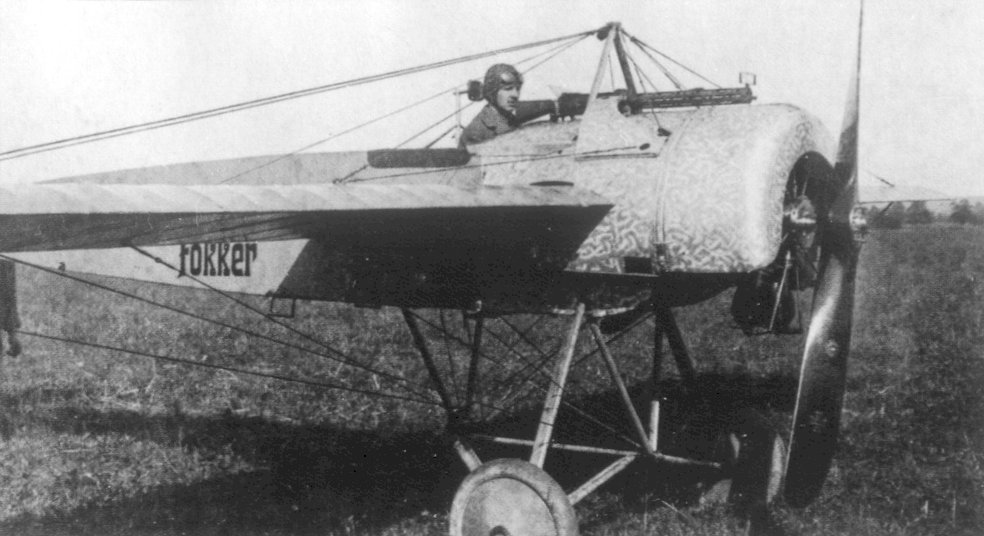
Fokker E.II mit synchronisierten MG

Auf deutscher Seite zeichneten sich die Typen Fokker E.I-IV aus, deren zeitweilige Überlegenheit weniger in ihren Flugleistungen, sondern in der für damalige Verhältnisse herausragenden Feuerkraft lag. Sehr ähnliche Modelle bauten die Pfalz-Flugzeugwerke, so die Typen Pfalz E.I-VI und als Aufklärer die Pfalz A-Typen. Sowohl Pfalz wie Fokker hatten vor dem Krieg Morane-Saulnier Eindecker gekauft und entwickelten daraus ihrer ersten Typen. In Großbritannien gab es nach mehreren Vorkriegsunfällen mit Eindeckern erhebliche Vorbehalte gegen diese Bauweise, die Bristol M.1 erhielt deswegen trotz guter Flugleistungen keine Zulassung für die Westfront und kam so nur in Mazedonien und auf dem Balkan zum Einsatz. Die Eindecker verschwanden 1916 wieder weitgehend vom Himmel, erst kurz vor Kriegsende erlebten Eindecker-Konstruktionen ihre Wiederkehr, so etwa die Morane-Saulnier AI.
Gegen Ende des Krieges kam es wiederum zur Entwicklung von deutlich verbesserten Eindeckern, so die Fokker D.VIII, die jedoch nicht mehr in ausreichenden Stückzahlen produziert werden konnte. Junkers entwickelte die Junkers D.I, ein Ganzmetallflugzeug aus Duraluminium-Wellblech, die in kleinen Stückzahlen noch an die Front kam. Sie zeichnete sich durch hohe Geschwindigkeit und Wendigkeit aus, hatte gegenüber der Fokker D.VII jedoch den Nachteil, dass sie deutlich schwieriger zu bauen war.

### Doppeldecker

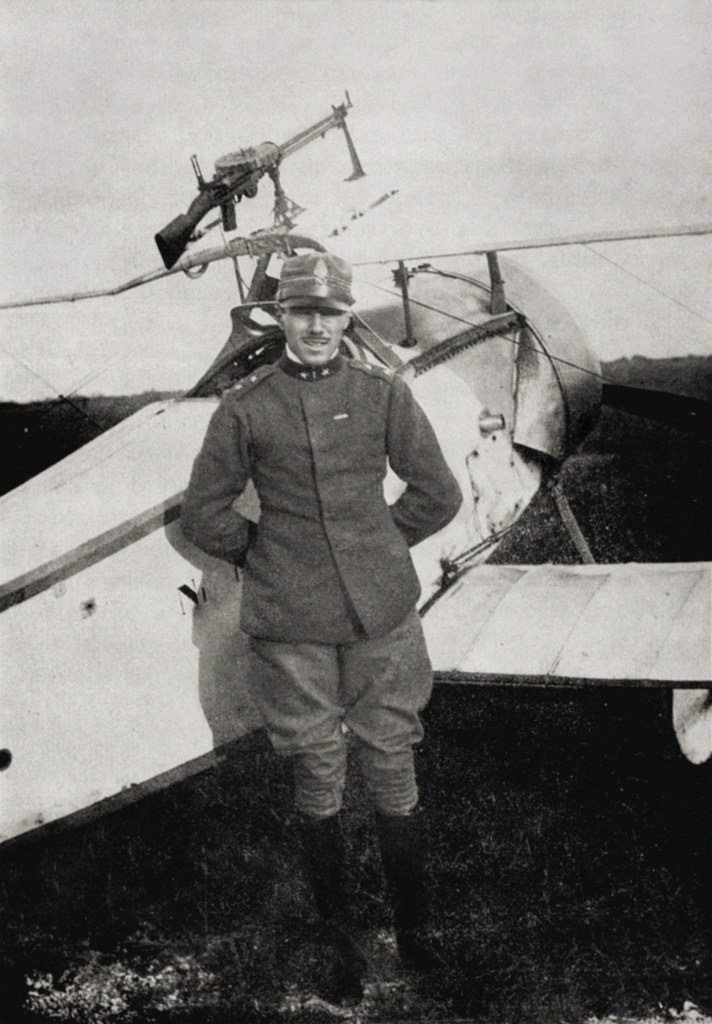
Der italienische Jagdflieger Francesco Baracca vor seiner Nieuport 11 mit über den Flügeln montiertem Maschinengewehr (später wurde die Nieuport mit synchronisierten MG ausgerüstet)

In Frankreich wurde die leistungsschwache Nieuport 10 im Spätsommer 1915 durch das Nachfolgemodell Nieuport 11 ersetzt, mit dem innerhalb kurzer Zeit die Vorherrschaft der deutschen Fokker-Eindecker im Luftraum beseitigt werden konnte, obwohl die Nieuport noch mit einem über den Flügeln befestigten Maschinengewehr schoss. Im März 1916 kam die Nieuport 17 an die Front, der zu jener Zeit kein deutsches Flugzeug gewachsen war. Die deutsche Inspektion der Fliegertruppen sah zunächst keine andere Möglichkeit als den deutschen Hersteller Albatros, Euler, Fokker und SSW Nieuport-Beutemaschinen zur Verfügung zu stellen, um diese nachzubauen. Daraus entstanden u. a. die Typen Siemens-Schuckert D.I und Euler D.I-II. Nieuport legte noch mit den Baumustern Nieuport 24, Nieuport 27 und Nieuport 28 nach, inzwischen standen jedoch die leistungsfähigeren Jagdflugzeuge der Société de Production des Aéroplanes Deperdussin (SPAD) zur Verfügung, vor allem die ab April 1916 eingesetzte SPAD S.VII, derentwegen die Mitte und Ende 1916 zur Verfügung stehende Hanriot HD.1 im Wesentlichen nur von Belgien und Italien verwendet wurde.

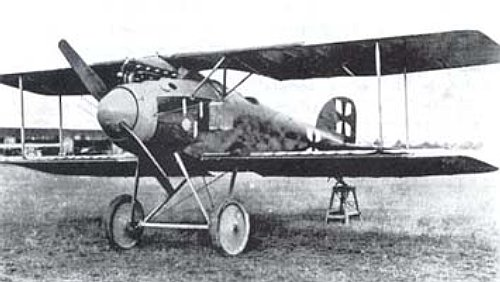
Albatros D.II

Im Juli 1916 besaßen die Alliierten an der Westfront die erdrückende Luftüberlegenheit, was den überlegenen Flugzeugtypen Airco DH.2 und der schon angesprochenen Nieuport 11 zu verdanken war. Fokker erkannte Ende 1915, dass der Eindecker in der praktizierten Form nicht mehr entwicklungsfähig war, dennoch blieb bei den neu entwickelten deutschen Doppeldeckern der Erfolg zunächst aus: weder die Typen Fokker D.I-V noch die Halberstadt D II, die Roland D.II und Roland D.III erfüllten die Erwartungen. Sie standen zudem bald im Schatten eines neuen erfolgreichen Jagdflugzeuges: Mit der Albatros D.I und vor allem der verbesserten Albatros D.II konnte die alliierte Herrschaft in der Luft erneut gebrochen werden, die Albatrosse waren den alliierten Maschinen an Steigfähigkeit und in der Feuerkraft erheblich überlegen, die D. I war der erste einsatzfähige Kampfeinsitzer mit Doppel-MG. Am 17. September 1916 führte Oswald Boelcke erstmalig seine frisch mit D.I und D.II ausgestattete Jasta 2 mit Erfolg zum Einsatz. Im Januar 1917 kam mit der Albatros D.III eine wesentlich verbesserte Version an die Front. Die ersten D.III gingen an Richthofens Jasta 11 und an die Jasta Boelcke. Sie zeigte jedoch gefährliche Probleme, zur Sichtverbesserung nach unten war der Unterflügel schmal und nur einholmig ausgeführt, was zu häufigen Brüchen führte, weswegen Richthofen zeitweise aus Sicherheitsgründen auf die Halberstadt D.II umsattelte.

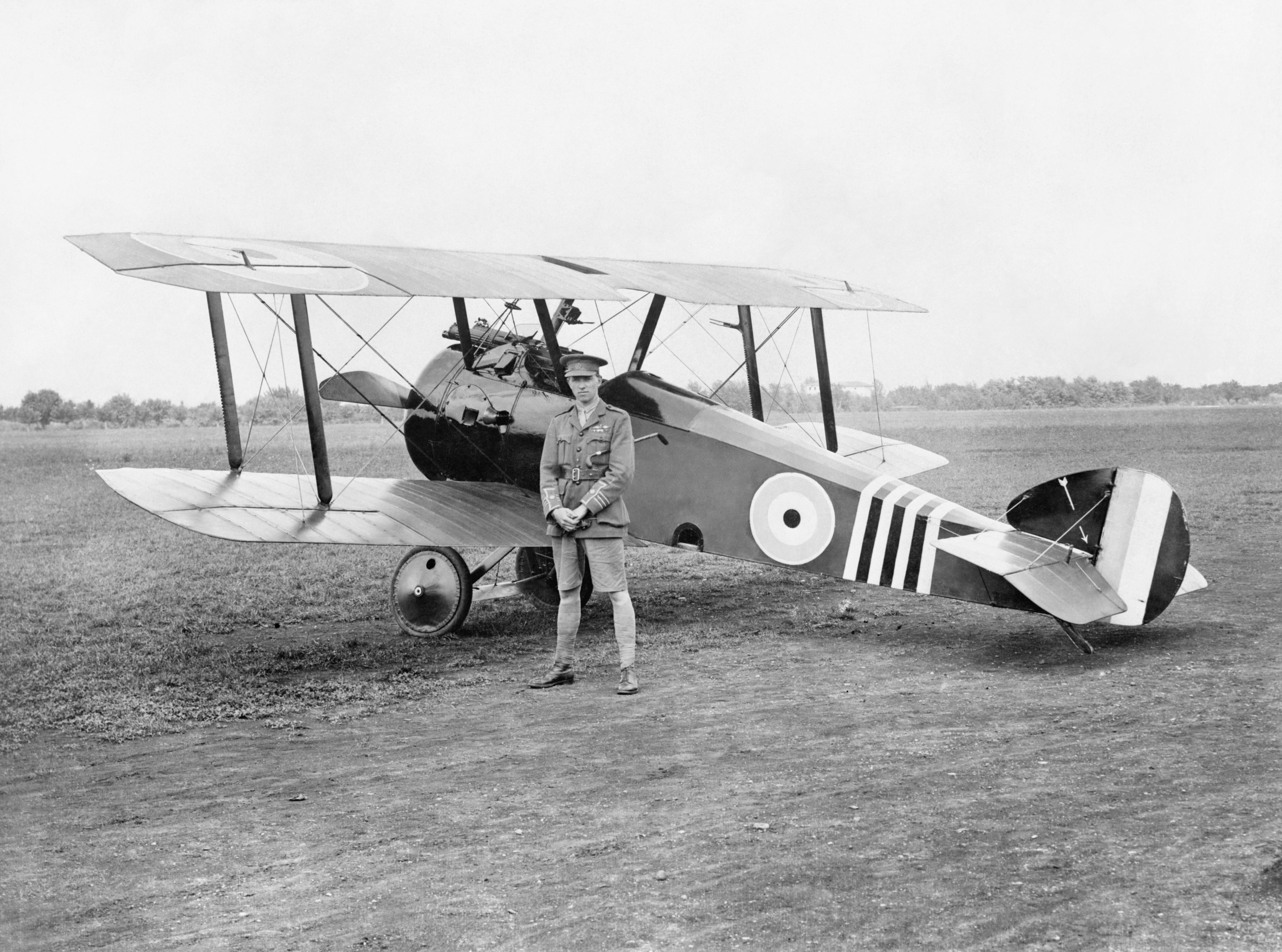
Sopwith Camel mit William George Barker

Die Albatrosse dominierten trotz dieser Probleme den Luftraum, die Monate Januar bis Mai 1917 waren die erfolgreichsten der deutschen Jagdflugzeuggeschichte des Ersten Weltkriegs. Wohl deswegen versäumte es der IdFlieg (Inspekteur der Flieger), die Entwicklung von Konkurrenzmodellen anzuregen. Als auf der alliierten Seite größere Mengen neuer SPAD S.XIII und im April 1917 Royal Aircraft Factory S.E.5 und 5a auftauchten, war es mit der deutschen Luftherrschaft wiederum zu Ende. Die SPAD S.XIII war eine Weiterentwicklung der SPAD S.VII, Anfang 1918 war die XIII der Standardjäger der Escadrilles de Chasse und wurde in acht Werken hergestellt, im März 1918 erwarben die Amerikaner 893 Maschinen des Typs. Auch die schon im November 1916 an die Front kommende Sopwith Pup war den Albatrossen überlegen, stand aber nicht in ausreichender Menge zur Verfügung, anders jedoch das Erfolgsmodell Sopwith Camel (Fronteinführung Juli 1917), neben der S.E.5 das erfolgreichste Jagdflugzeug der Briten.

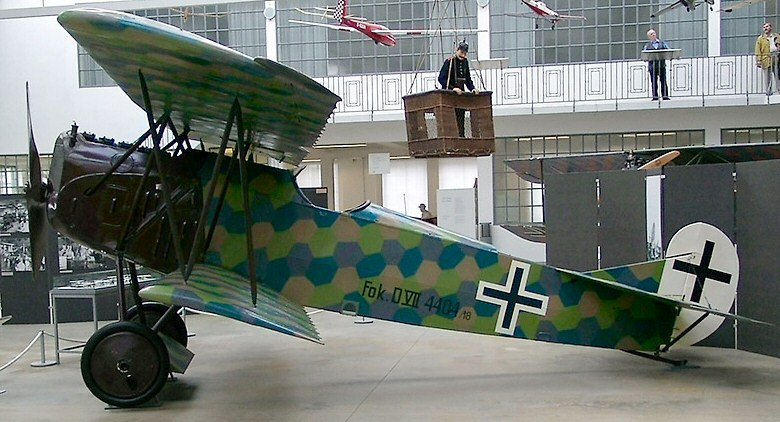
Fokker D VII in der Flugwerft Schleißheim

Im April 1918 erfolgte die Fronteinführung der deutschen Fokker D.VII, erstmalig eingesetzt in der dritten Schlacht an der Aisne. Die D.VII galt vielen, vor allem den Alliierten als das beste Jagdflugzeug des Ersten Weltkrieges, dessen vollständige Auslieferung ausdrücklich in den Bestimmungen des Waffenstillstandes im November 1918 verlangt wurde („firstly, all of the D 7'S“). Die Stärken der D.VII lagen nicht in der Geschwindigkeit, sondern in der Steigfähigkeit und der großen Einsatzhöhe, auf der sie durch die dicken Flügelprofile wendig blieb. Entscheidend war die Unempfindlichkeit gegen Trudeln, die D.VII griffen im steilen Steigflug von unten an und schossen aus einem Anstellwinkel, aus dem andere Konstruktionen trudelnd herausgefallen wären. Im Juli flogen bereits 400 Maschinen, im September über 800.
Neben der Fokker D.VII dominierten gegen Kriegsende in der Auftragsvergabe die Pfalz D.VIII sowie die Siemens-Schuckert D.III und D.IV, letztere wurde von vielen deutschen Fliegern höher als die Fokker D.VII und als bester Jagdeinsitzer an der Front eingeschätzt. Obwohl sich in Deutschland vor dem Kriege weitgehend der Standmotor durchgesetzt hatte, bevorzugten die Hersteller gegen Ende des Krieges den Umlaufmotor, während die Tendenz bei den Alliierten entgegengesetzt verlief.
Die Alliierten hatten gegen Kriegsende mehrere innovative Maschinen als Prototypen oder nahe der Serienreife, so die Nieuport-Delage Ni-D.29, in den 1920er Jahren französischer Standardjäger, sowie u. a. die wegen Kriegsende und verschiedener Probleme nicht zur Serienreife weiterentwickelten Flugzeuge Martinsyde F.4 Buzzard und die Nieuport Nighthawk.
Die Entwicklung von 1914 bis 1918 lässt sich an folgenden Beispielen zusammenfassen: Die Vickers F.B.5 als erstes als reines Jagdflugzeug konzipierte Flugzeug erreichte bei einer Leistung von 100 PS eine Geschwindigkeit von 113 km/h und eine Dienstgipfelhöhe von 2743 m. Gegen Ende des Kriegs erreichten die leistungsfähigsten Jagdflugzeuge wie beispielsweise die S.E.5a, die SPAD S.XIII und die Siemens-Schuckert D.IV bei einer Leistung von 160 bis 220 PS Geschwindigkeiten bis zu 222 km/h und eine Dienstgipfelhöhe von bis zu 8000 m.

### Dreidecker

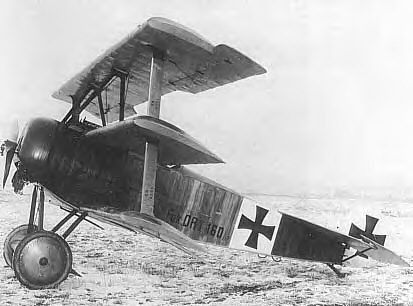
Fokker Dr.I

Im April 1917 tauchten die schon zuvor bei den Marinefliegerverbänden eingesetzten Sopwith Triplane an der nördlichen Westfront auf und deklassierten die deutschen Albatros D.III. Die Dreidecker waren wendiger, steigfreudiger und schneller. Aufgrund von Problemen bei der Ersatzteilzulieferung wurden die Triplanes im November 1917 durch Sopwith Camels ersetzt. Anthony Fokker hatte bei einem Besuch der Jasta 11 die Triplanes beim Luftkampf beobachtet und beauftragte seinen Konstrukteur Reinhold Platz mit der Schaffung einer Kopie. Über mehrere Prototypen entstand daraus die Fokker Dr.I. Am 28. August 1917 erhielt Werner Voß seine Maschine, am 1. September 1917 Manfred von Richthofen. Kurz darauf war das Jagdgeschwader 1 weitgehend mit der Fokker Dr.I ausgestattet, deren Steigfähigkeit und Wendigkeit den Nachteil der relativ geringen Geschwindigkeit mehr als ausglichen. Nachdem aber im Oktober 1917 kurz hintereinander zwei Maschinen ohne Beschuss in der Luft zerbrachen, wurden sie für den Fronteinsatz gesperrt und kamen erst im Dezember 1917 mit verstärkten Flügeln wieder zur Front, konnten sich aber nicht mehr durchsetzen. Dreidecker von Albatros (Dr.I) und LFG Roland (D.IV oder Dr.1) kamen über Prototypen nicht hinaus, die in kleinen Stückzahlen gebaute Pfalz Dr.I konnte Richthofen beim Probefliegen im Dezember 1917 nicht überzeugen. Richthofen flog bei seinem letzten Einsatz am 21. April 1918 nach wie vor die Fokker Dr.I, Josef Jacobs flog den Typ bis Kriegsende.
Die Dreidecker spielten insgesamt keine große Rolle, in Verbindung mit dem prominenten Jagdflieger Richthofen haben sie jedoch die Vorstellungswelt über Flugzeugkonstruktionen im Ersten Weltkrieg geprägt und in gewisser Weise verzerrt.

### Wasserflugzeuge

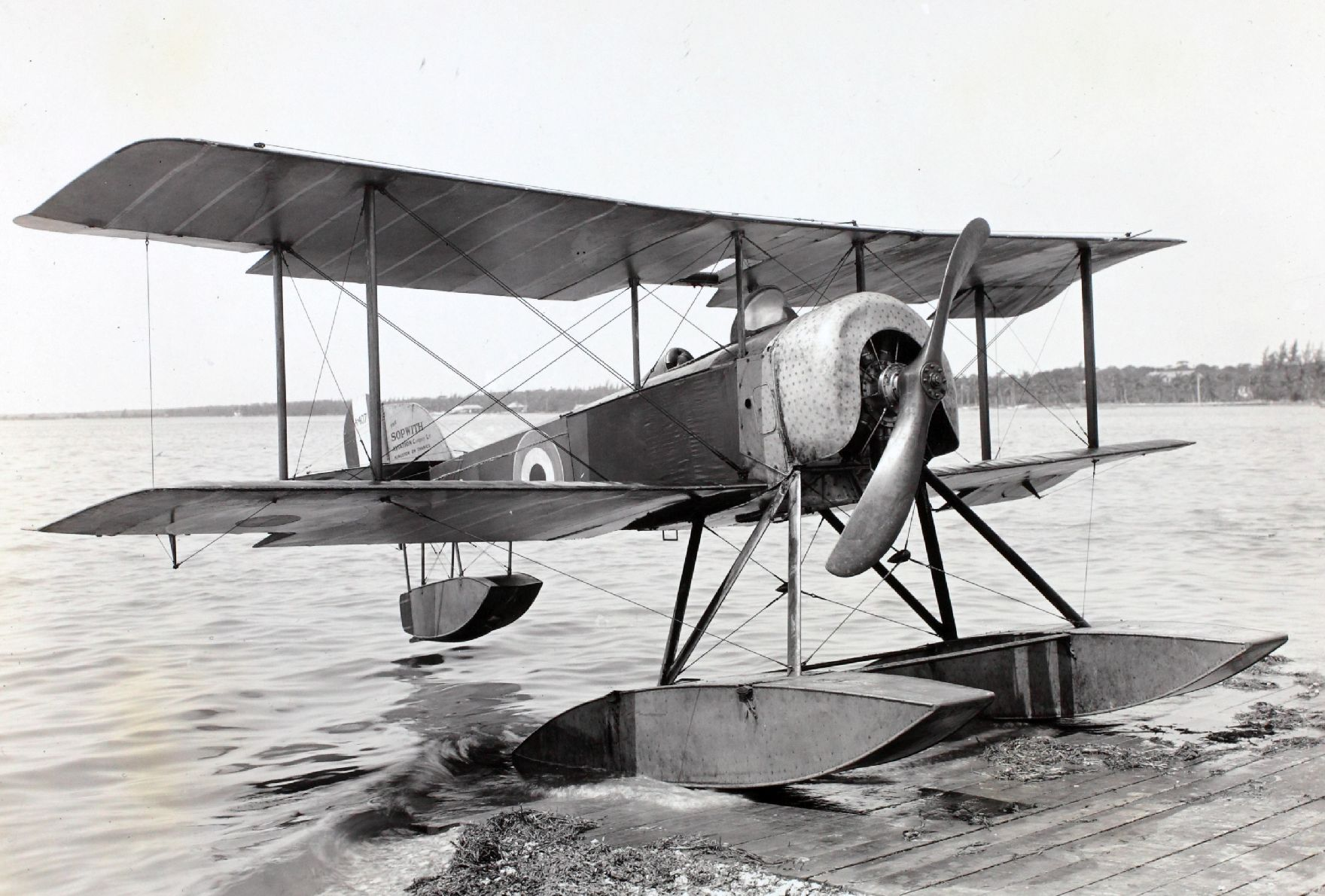
Sopwith Baby, britischer Zweischwimmer-Doppeldecker

Im Februar 1917 wurde der kaiserlichen Marine 35 Flugboote des Typs Hansa-Brandenburg CC geliefert, über ihren Einsatz ist nichts weiter bekannt. Ganz anders verhält es sich mit den 135 in Lizenz gebauten CC für die k.u.k.-Seeflieger. Sie konnten gegen die Nieuport 11 (s.o) die Luftherrschaft über die Adria erringen. Die Briten setzten auf die Sopwith Baby, einen Zweischwimmer-Doppeldecker, 286 Exemplare gingen an die Royal Navy. Sie flogen u. a. Begleitschutz für die Short 184-Zweischwimmer-Torpedo-Doppeldecker, die seit 1915 die U-Boot Jagd übernahmen, 1918 befanden sich ca. 300 Exemplare im Einsatz. Ab 1917 patrouillierten amerikanische Curtiss H 12 und H 16 des RNAS von den Stützpunkten Yarmouth und Felixstowe aus und konnten von dort einfliegende Zeppelin-Militärluftschiffe angreifen oder auf große Höhen verweisen.
Der einsitzige deutsche Rumpler 6B1 wurde ab Juli 1916 ausgeliefert und konnte vor allem im Schwarzen Meer Erfolge aufweisen. Tonangebend in der deutschen Fertigung von Seeflugzeugen war die Hansa- und Brandenburgischen Flugzeugwerke AG (HBF). Die von Ernst Heinkel entwickelte Hansa-Brandenburg KDW wurde von 1916 bis Anfang 1918 gebaut, für jene Zeit ein sehr langer Zeitraum. Von den Seeflugzeugstationen Zeebrügge und Ostende wurden erfolgreiche Angriffe gegen die britischen Seeflugzeugstationen bei Dünkirchen geflogen, so dass die Briten gesonderte Abwehrstaffeln aufstellen mussten. Mitte 1916 setzte sich weitgehend der zweisitzige Seejäger durch, da es sinnvoll war, die relativ großen und schwerfälligen Seeflugzeuge durchgehend mit einer Abwehrbewaffnung nach hinten zu versehen. Anfang 1918 hatten das wohl bekannteste Muster Hansa-Brandenburg W.12 und die vergrößerte Ausführung W.19 die einsitzigen See-Jagdeinsitzer nahezu völlig verdrängt. Die Hansa-Brandenburg W.29 gilt als revolutionärer Entwurf, ein freitragender Eindecker mit dickem Flügelprofil und großer Flügeltiefe.

### Jagdzweisitzer und Schlachtflugzeuge

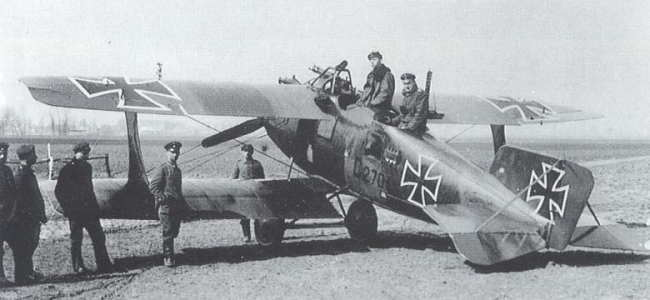
Roland C.II, die Aerodynamik der robusten Maschine beeinflusste die deutsche Flugzeugentwicklung maßgeblich

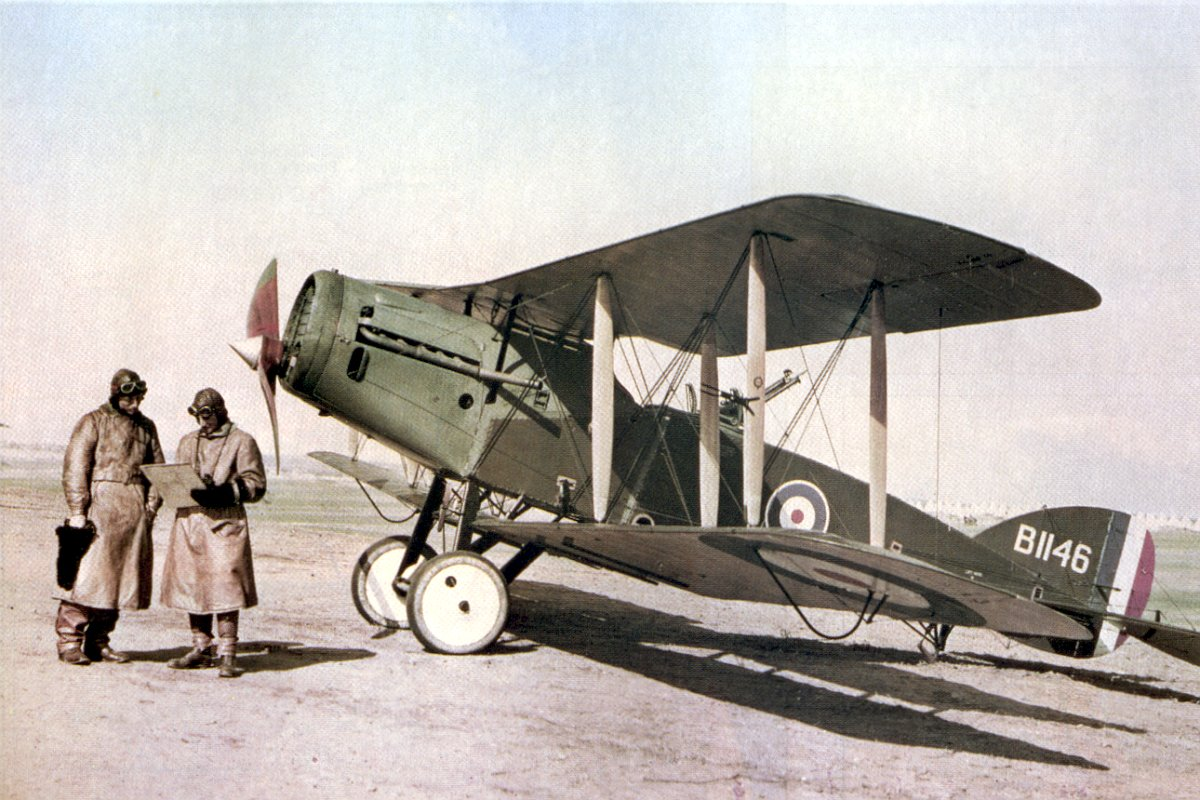
Bristol F.2 der No.1 Squadron des Australian Flying Corps in Palästina, Februar 1918

Entsprechend dem Entwicklungsstand der neuen Waffe zu Kriegsbeginn kristallisierten sich erst langsam aus den frühen Allzweckflugzeugen Muster für spezielle Aufgaben heraus, wenngleich es in der Praxis nie zu einer vollständigen Aufgabenbegrenzung kam. Im Gegensatz zu den Alliierten – die nahezu bis Kriegsende überwiegend dem Mehrzweckflugzeug verbunden blieben – gab es bei den deutschen Flugzeugen einen relativ scharf umgrenzten Entwicklungstrend in Richtung auf Schlachtflugzeuge, die speziell für die Luftnahunterstützung eigener Truppen vorgesehen waren. Vor allem in den Kämpfen um Verdun und in der Sommeschlacht hatten sich die Schlachtfelder in unübersichtliche, oft vernebelte Trichtergelände verwandelt, so dass die bis dahin üblichen Nachrichtenmittel einschließlich der Aufklärungsflüge in großer Flughöhe nicht mehr ausreichten, um den Frontverlauf zu bestimmen, was zunehmend zu Tiefflugeinsätzen führte. War die Aufgabe zunächst auf die Feststellung des genauen Verlaufs der vordersten Infanterielinie begrenzt (u. a. für die Artillerie und zwecks der Lokalisierung von Reserven), so kam bald der Abwurf von Munition und Proviant für die vordersten Gräben und der direkte Eingriff in das Kriegsgeschehen durch MG-Feuer sowie durch den Abwurf von Bomben und geballten Ladungen hinzu. Die Aviatik C.I kam 1915 auf deutscher Seite als erster mit MG bewaffneter Kampfzweisitzer mit Zugpropeller in das Gefecht.
Für die Erdeinsätze verwendete man auf deutscher Seite zunächst normale C-Typen, also zweisitzige Aufklärer, so kam es dennoch schon in der Anfangszeit zur Bevorzugung einzelner Baumuster für die spezielle Aufgabe. An erster Stelle ist hierbei der Roland C.II zu nennen, der durch seinen robusten Aufbau und seine aerodynamisch Verfeinerung die deutsche Flugzeugentwicklung wie kaum ein anderes Flugzeug beeinflusste. Da die normalen C-Typen aufgrund ihrer eigentlichen Aufgabenstellung als Aufklärer zu Flugzeugen mit großen Ausmaßen und relativ hohem Gewicht geworden waren, wurde die deutsche Flugzeugindustrie aufgefordert, einen leichteren (CL) zweisitzigen Aufklärer zu entwickeln, als dessen Aufgabenstellung zunächst Schnellaufklärung, Begleitschutz und Jagd vorgesehen war. Diese CL-Typen sollten jedoch als Rückgrat in die neuaufgestellten Schlachtstaffeln integriert werden, die in der Schlacht von Cambrai im November 1917 große Erfolge verbuchen konnten. Erwähnenswert sind hier die Halberstadt CL.II und die gepanzerten Albatros J.I und AEG J.I. Ende 1917 und Anfang 1918 kamen die Hannover CL.III und die sogenannten „Blechesel“ Junkers J.I und die CL.I an die Front, letztere waren ganz aus Metall und daher vergleichsweise besser gegen Beschuss gewappnet.
Die Alliierten konnten diesen vielfältigen Entwicklungen nur ein Muster mit einigem Erfolg entgegensetzen, die Bristol F.2. Da bei Tiefflug-Operationen mit normalen Jagdflugzeugen Anfang 1918 mit einer Verlustrate von 30 Prozent zu rechnen war, verlangte britische Verbände nun auch ein spezielles Bodenunterstützungsflugzeug, als Muster erschien im April 1918 der Schlacht-Jagdeinsitzer Sopwith TF.2 Salamander, der jedoch nur noch in einzelnen Exemplaren an der Front erschien.

### Aufklärer und Mehrzweckflugzeuge

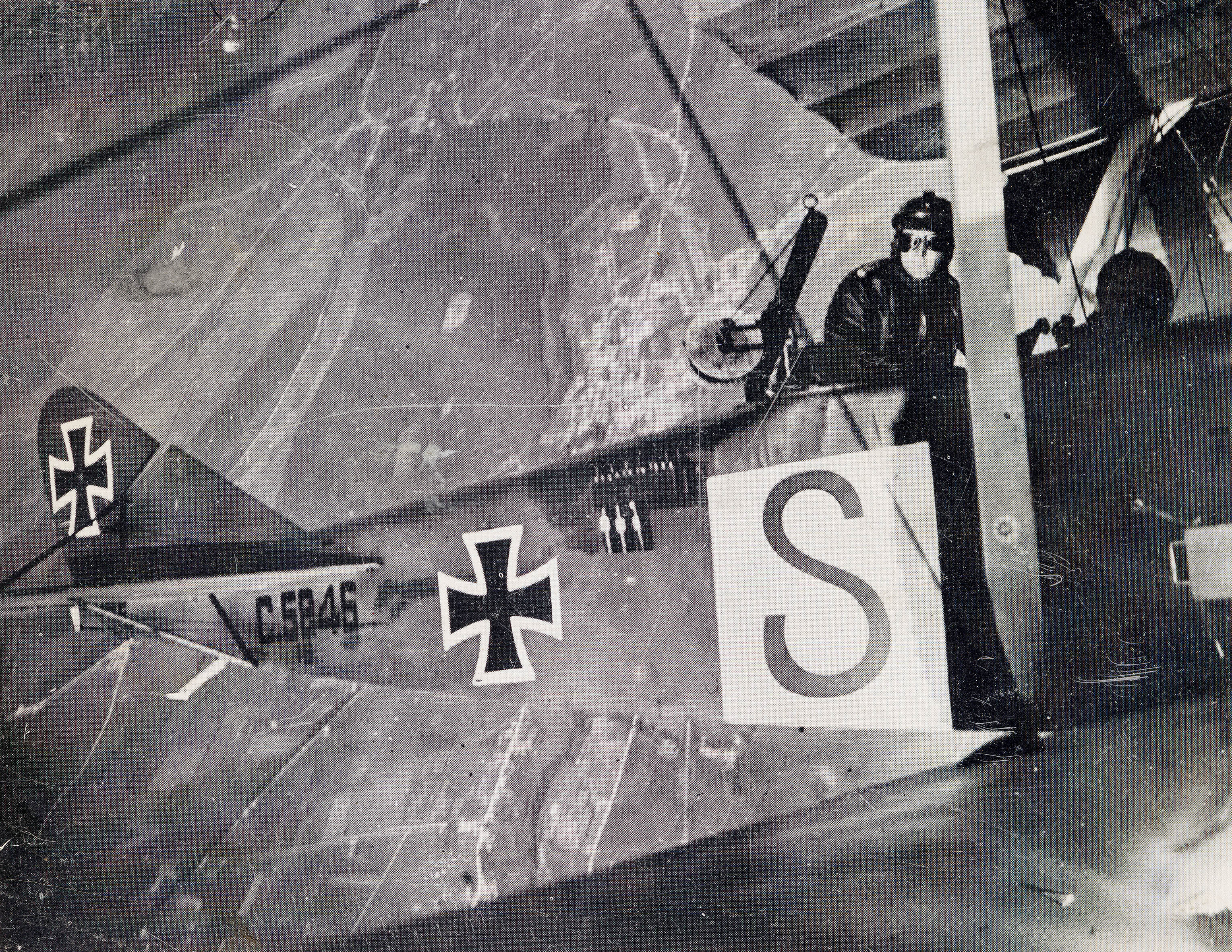
DFW C.V mit Parabellum MG 14 Maschinengewehr

Anfang 1915 wurden die veralteten deutschen A-Typen – unbewaffnete Eindecker und hauptsächlich Flugzeuge der Tauben-Bauart – durch die B-Typen (unbewaffnete Doppeldecker) abgelöst, hier ist vor allem die Albatros B.II zu nennen. Der Beobachter saß auf dem vorderen Sitz, ab Ende Frühjahr 1915 fand hier zunehmend ein Platztausch statt, damit im hinteren Sitz das MG für die inzwischen notwendige Verteidigung installiert und vom Beobachter bedient werden konnte. Damit entstand der sogenannte C-Typ, der bewaffnete zweisitzige Doppeldecker. Die ersten C-Maschinen im Jahre 1915 besaßen typischerweise ein bewegliches Prabellum-MG für den Beobachter, später kam ein starres Spandau-MG für den Piloten dazu. Die Leistung lag zunächst bei 150/160 PS, in der zweiten Generation bei etwa 200 bis 220 PS und wurde 1917, als längere Aufklärungsflüge in größeren Flughöhen erforderlich wurden, auf durchschnittlich 260 PS gesteigert. Charakteristischer Vertreter der ersten Generation war der Albatros C.III, der zweiten die DFW C.V und der dritten der Rumpler C.VII. Die Version „Rubild“ der Rumpler C.VII erreichte als Höhen-Bildaufklärer Einsatzhöhen über 7000 Meter und war damit vor alliierten Jägern weitgehend sicher. Die Maschinen besaßen eine Sauerstoffanlage, elektrisch beheizte Fliegerkombinationen und eine elektrisch ausgelöste Kamera.
Die Alliierten setzten weniger auf die Spezialisierung als Aufklärer, sondern eher auf Mehrzweckflugzeuge. Typischer Vertreter der Anfangsjahre war die Royal Aircraft Factory B.E.2. Spätere wichtige Baumuster waren beispielsweise die Breguet 14 und die Airco DH.4, beide überwiegend als Bomber eingesetzt.
Im Verlauf des Krieges ging man dazu über, mit Funk ausgerüstete Flugzeuge zur Lenkung des Artilleriefeuers einzusetzen. Die Einführung von telegrafischen Löschfunkensendern ab 1915 war gleichbedeutend mit dem eigentlichen Beginn des Flugfunks. Zudem wurden Luftbildkameras („Reihenbildgeräte“) zur Aufklärung entwickelt.

### Bomber

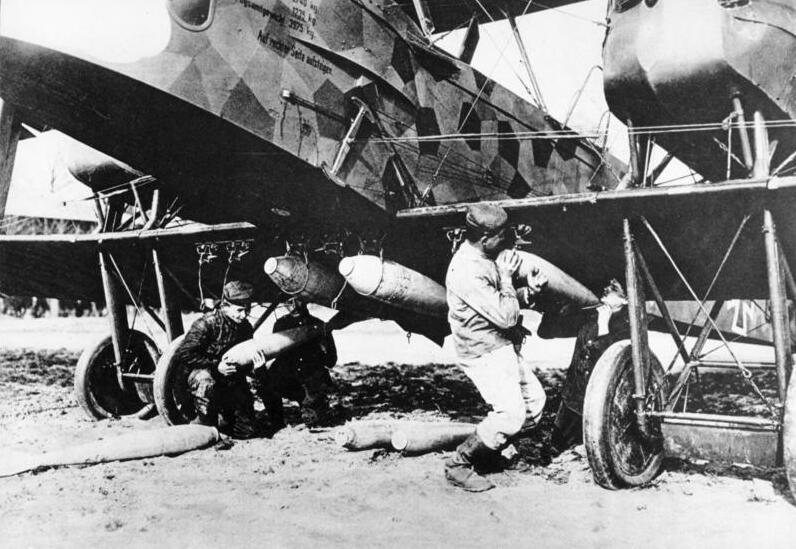
Bombenaufhängung an einer Gotha G.V

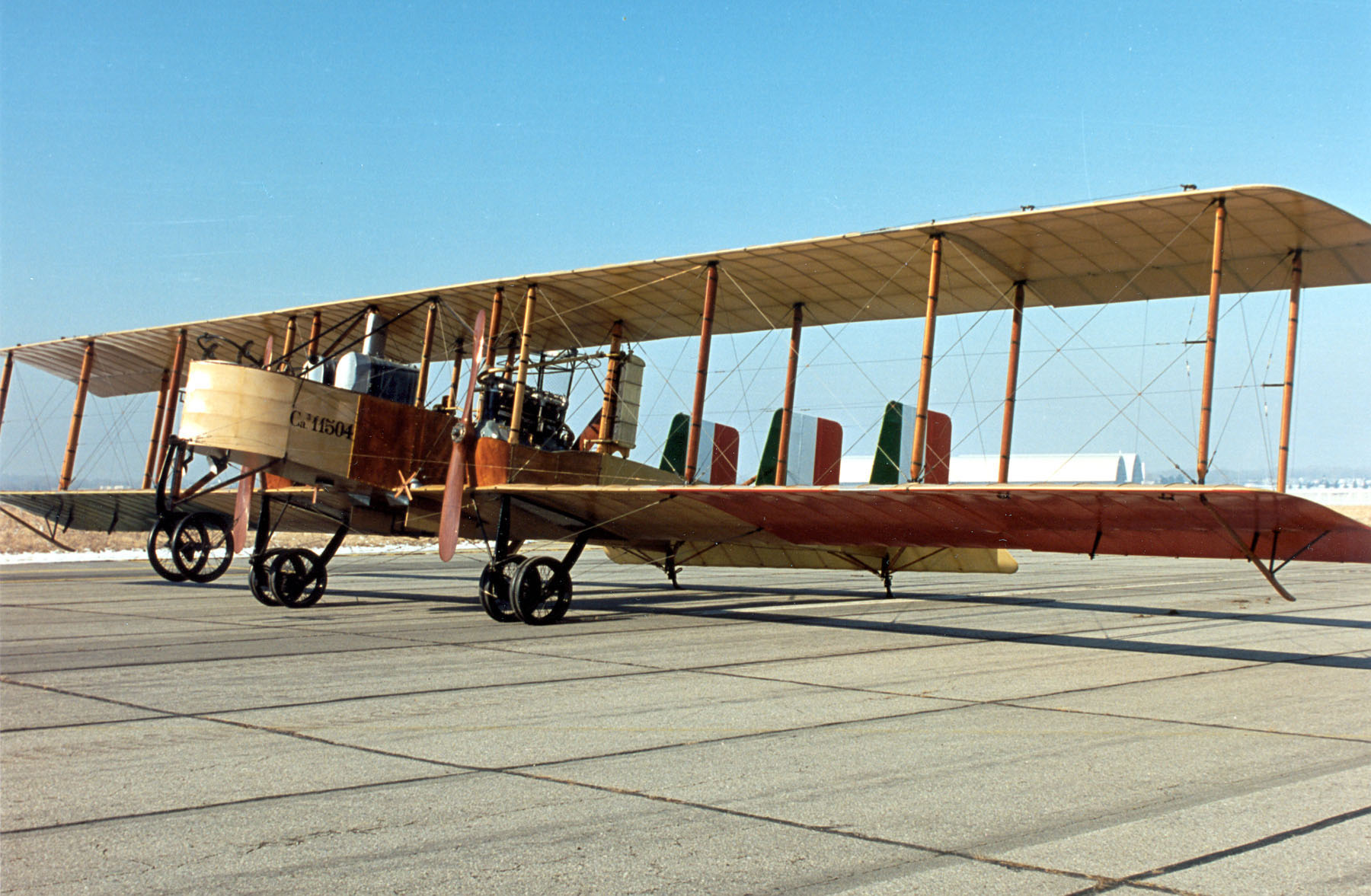
Eine italienische Caproni Ca.36 im National Museum of the United States Air Force

Schon vor 1914 gab es vereinzelte Abwürfe von Fliegerbomben, so im italienisch-türkischen Krieg und im Ersten Balkankrieg. Speziell für diesen Einsatz wurden Bomber jedoch erst im Ersten Weltkrieg entwickelt.
Die kostspieligen Militärluftschiffe erwiesen sich für taktische Bombereinsätze nur eingeschränkt geeignet. Schon kurz nach Kriegsbeginn gab es Verluste auch durch Handfeuerwaffen. Ende 1914 wandte sich die Inspektion der Fliegertruppe an die Flugzeughersteller, mittlere Bomber für taktische Bombereinsätze zu entwickeln. Die Firma AEG begann daher 1915 mit der Entwicklung zweimotoriger Bomber. Als erste dieser Flugzeuge, die AEG G-Typen, kamen ab Mitte 1915 zum Einsatz, die meistgebaute Version war die AEG G.IV.
Aufgrund ihrer Auslegung übernahmen die alliierten Mehrzweckflugzeuge nahezu die gesamte Kriegsdauer auch die Rolle der strategischen Bomber. In Deutschland gab es dagegen schon früh Überlegungen zur Formung eines strategischen Bombengeschwaders, aus denen die Kampfgeschwader der Obersten Heeresleitung (Kagohl) bzw. Bombengeschwader der Obersten Heeresleitung (Bogohl) entstanden. Die Gotha G VII war ein zweimotoriges Bombenflugzeug der Gothaer Waggonfabrik. Aufgrund ihrer Bauweise, die hohe Geschwindigkeit mit größtmöglicher Nutzlast miteinander verband, kann sie als Vorläufer späterer Schnellbomber angesehen werden. Als mittlere Bomber galten u. a. die Friedrichshafen G-Typen, Gotha G.IV und Gotha G.V. Strategische Bomber waren u. a. die Riesenflugzeuge Zeppelin (Staaken) R.VI und die AEG R.I, mit schon 2000 kg Bombenzuladung. Die Siemens-Schuckert R-VIII hatte eine Spannweite von 48 Metern und eine Startmasse von 15 Tonnen, kam aber nicht mehr zum Einsatz.
Russland konnte schon 1914 auf einen viermotorigen Bomber zurückgreifen, die Sikorsky Ilja Muromez. Weitere bekannte Bomber der Alliierten waren die Caudron G.IV (1915), die Handley Page Type O (1916) mit schon 1120 km Reichweite und 909 kg Bombenladung, die Létord LET 4 (1917) und die Caproni Ca.36 (1917).

### Ganzmetallflugzeuge
Bei den Flugzeugen wurde zunächst über einem Metallgerüst Stoff gespannt und Holz verwendet. Die Ganzmetallbauweise ist ein Ergebnis der Flugzeugentwicklung im Ersten Weltkrieg wurde erstmals von Hugo Junkers mit dem Typ Junkers J 1 verwirklicht (Jungfernflugzeug 12. Dezember 1915). Das erste in Serie gebaute Ganzmetallflugzeug war die Junkers J.I. Zunächst wurde noch Stahl bzw. Blech als Außenhaut verwendet, bei den Folgemodellen wie zum Beispiel der zukunftsweisenden J 7 ging man zur Beplankung mit Leichtmetallen wie Duralumin über, wie es später zum Regelfall wurde. Die Dornier D.I war nicht nur ein Ganzmetallflugzeug, sondern einer der wenigen freitragenden Doppeldecker (d. h. ohne Verspannung zwischen den Flügeln); zudem war das Flugzeug mit glattem Duralumin verkleidet, nicht gewellt wie damals bei vergleichbaren Typen. Beide kamen jedoch kaum mehr zum Fronteinsatz.

## Taktik
Schon mit den ersten Luftgefechten zu Beginn des Krieges wurde eine zentrale Regel klar: „Wer den Höhenvorteil besitzt, bestimmt das Gefecht“. Der Höhenvorteil bedeutete zusätzliche Geschwindigkeit in einem Sturzangriff, zudem bessere Aussichten, den Gegner zu überraschen und eine höhere Wahrscheinlichkeit, dem Gegner zu entkommen, falls der Angriff erfolglos blieb. Der Einsatz des Maschinengewehrs als Hauptwaffe war zunächst nicht unumstritten, da der mit dem Gewicht der Waffe und der dazugehörigen Munition verbundene Leistungsverlust für nicht vertretbar gehalten wurde.
Die üblichen Angriffsverfahren der Frühzeit hingen davon ab, in welcher Position sich die Flugzeuge bei der ersten Sichtaufnahme befanden. Entweder pirschte sich der Angreifer aus dem toten Winkel hinter dem Heck heran oder er griff möglichst aus Richtung der Sonne im Sturzflug an und tauchte dann weiter nach unten ab.

### Zielen mit der Achse des Flugzeugrumpfes
Mit Einführung der französischen Morane Parasol mit einem keilförmigen Geschossabweiser (April 1915) und den deutschen Fokker E.I mit synchronisierten Maschinengewehr (August 1915) setzte sich endgültig die Einsicht durch, dass starr eingebaute Maschinengewehre es deutlich einfacher machten, den Gegner im Auge zu behalten, ihn zu verfolgen und vor allem mit dem gesamten Flugzeug auf ihn zu zielen. Modelle mit Zugpropeller konnten zunächst nicht durch den Propellerkreis schießen, was erst der Geschossabweiser und das synchronisierte Maschinengewehr ermöglichten. Letzteres und die guten Flugeigenschaften der Fokker E.I führten zu einer monatelangen Überlegenheit der deutschen Flieger, die als Fokker-Plage bezeichnet wurde.

### Der Immelmann Turn

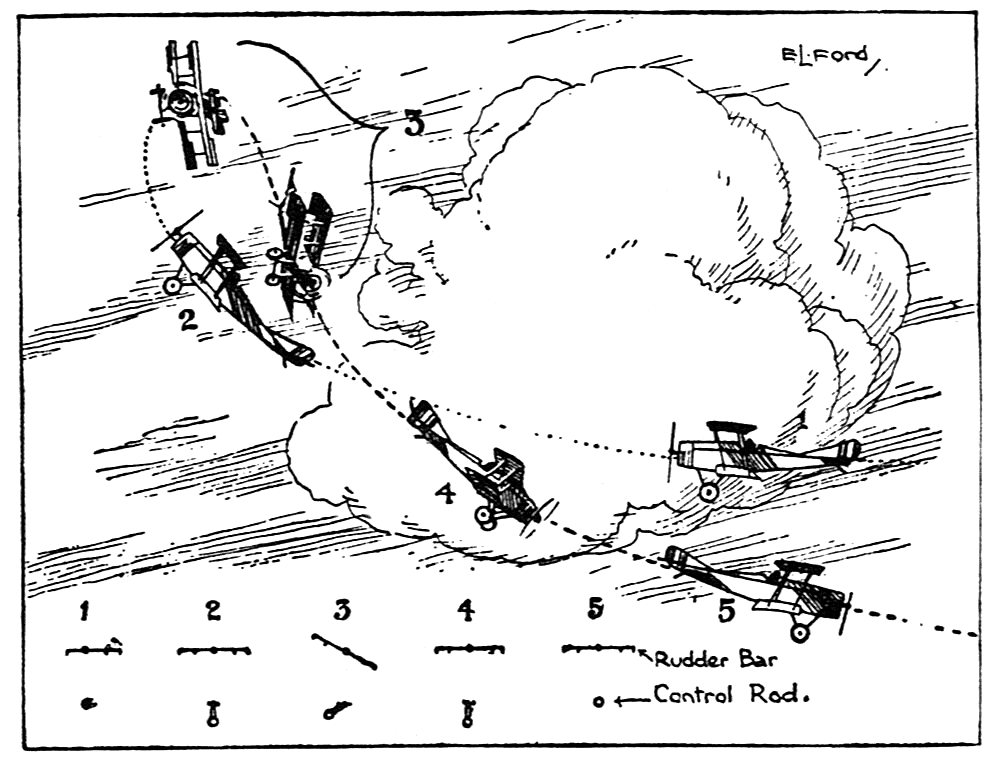
Immelmann Turn, Darstellung in einem Lehrbuch der britischen Luftstreitkräfte 1918

Die Überlegenheit der nicht besonders schnellen Fokker E.I resultierte aus ihrer guten Steigfähigkeit, zudem konnte sie in einem steileren Winkel stürzen als alliierte Flugzeuge jener Zeit. Diese Eigenschaften begünstigte ein von Max Immelmann entwickeltes Manöver, das (in veränderter Form) heute noch im Kunstflug verwendet wird: den Immelmann Turn. In der historischen Form hatte er folgenden Ablauf: Immelmann stieß auf seinen Gegner herab (mitunter untertauchte er ihn) und feuerte; anschließend zog er scharf nach oben; im Scheitelpunkt seines Steigfluges führte er eine überzogene Kurve durch (dies ohne Querruder!) und stieß wiederum auf seinen Gegner herab; dabei konnte er ungeachtet der Ausgleichsbewegungen des Gegners den Zeitpunkt des Ausrollens aus der überzogenen Kurve so wählen, dass er wiederum in eine günstige Angriffsposition gelangte. Immelmann war vermutlich der erste Pilot, der die senkrechte Ebene für seine Angriffsbewegung ausnutzte.

### Die Dicta Boelcke

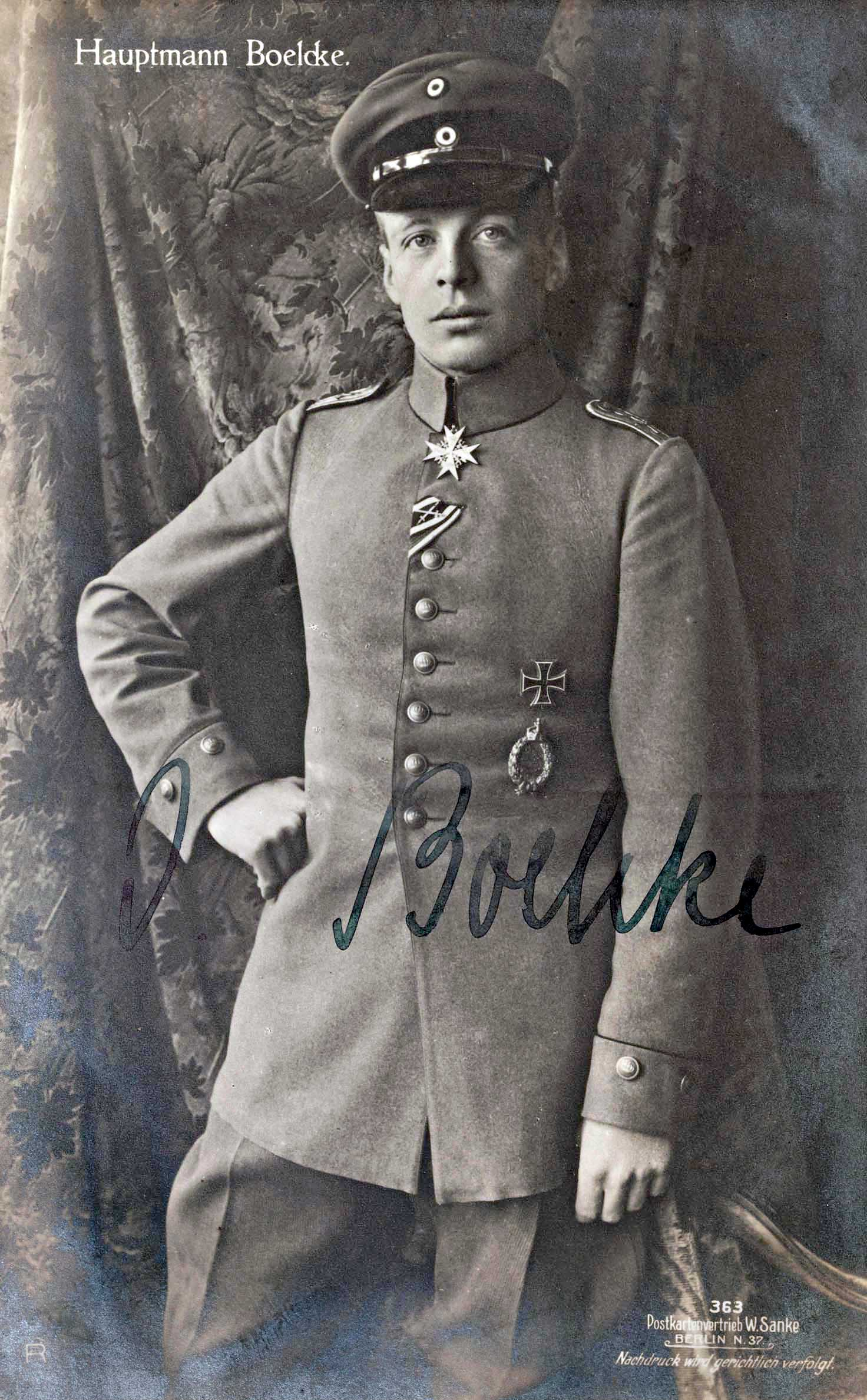
Oswald Boelcke 1916 mit dem Pour le Mérite

Der Jagdflieger Oswald Boelcke, mit Immelmann der seinerzeit taktisch versierteste Jagdflieger, schrieb 1916 die noch heute gültige Dicta Boelcke nieder, die in verschiedenen Wortlauten, aber sinngemäß gleichbedeutend überliefert ist.
1. Sichere Dir die Vorteile des Luftkampfes (Geschwindigkeit, Höhe, zahlenmäßige Überlegenheit, Position), bevor Du angreifst. Greife immer aus der Sonne an.
Das Überraschungselement war erfahrungsgemäß der größte Vorteil, es konnte durch die Ausnutzung einer Wolkendecke und/oder durch das Heranpirschen von unten unter Ausnutzung des toten Winkels erzielt werden. Eine überlegene Höhe ermöglichte im Sturzflug eine zusätzliche Geschwindigkeit, die dem Gegner wiederum weniger Zeit gab, den Angreifer zu entdecken und Ausweichbewegungen durchzuführen. Oft wurde auch ein Lockvogel genutzt, um Angreifer in den Hinterhalt zu locken. Abgesehen davon sollte der Kampf möglichst über den eigenen Linien geführt werden, um eine Notlandung auf der falschen Frontseite zu vermeiden.
2. Wenn Du den Angriff begonnen hast, bringe ihn auch zu Ende.
Entschlossenheit galt als Erfolgskonzept, ein zu früh abgebrochener Angriff ermutigte den Gegner, zurückzuschlagen
3. Feuere das MG aus nächster Nähe ab und nur, wenn Du den Gegner sicher im Visier hast.
Obwohl das Zielen mit den gesamten Flugzeug eine deutlich Verbesserung gebracht hatte, war es immer noch schwierig, ein bewegliches Ziel mit einem MG von einem vibrierenden Flugzeug aus zu treffen. Visierlinie und Geschossbahn konnten im Kurvenflug oft nur schwer in Einklang gebracht werden. Umso näher am Ziel, umso geringer waren diese Probleme, viele erfolgreiche Angriffe wurden im Ersten Weltkrieg aus 25 Meter oder weniger durchgeführt.
4. Lasse den Gegner nicht aus den Augen und lasse dich nicht durch Finten täuschen.
Der Angreifer soll sich nicht in eine schlechte Position locken lassen, z. B. durch einen Lockvogel. Bei Treffern sollten die Angreifer darauf achten, dass der Gegner nicht nur simuliert, sondern tatsächlich ausgeschaltet ist. Eine weitere beliebte Finte beim Abbruch eines Gefechtes war das Schießen des Verfolgers, obwohl der Gegner außerhalb der Reichweite lag. Dies verführte zu Ausweichbewegungen, die jedoch Geschwindigkeit kosteten und ihn eventuell dann doch wieder in die Schussreichweite brachten.
5. In jeglicher Form des Angriffs ist eine Annäherung an den Gegner von hinten erforderlich.
Dadurch war es leichter möglich, ohne Berücksichtigung eines Vorhaltewinkels zu schießen. Man hatte mehr Zeit zum Zielen und Schießen. Ein einsitziges Flugzeug konnte einen Angriff von hinten nicht erwidern. Die Wahrscheinlichkeit eines frühzeitigen Entdeckens des Angreifers war geringer und selbst dann konnte der Angreifer die Initiative behalten.
6. Wenn Dich der Gegner im Sturzflug angreift, versuche nicht, dem Angriff auszuweichen, sondern wende Dich dem Angreifer zu.
Der im Sturzflug gewonnene Geschwindigkeitsüberschuß war in der Regel zu groß, um fliehen zu können. Es gab nur einen sinnvollen Gegenzug, nämlich in den Gegner hineinzukurven. Selbst wenn die Zeit nicht mehr reichte, voll in Richtung des Gegners einzulenken, war der Angreifer gezwungen, unter erschwerten Bedingungen zu zielen und zu feuern.
7. Wenn Du Dich über den feindlichen Linien befindest, behalte immer die eigene Rückzugslinie im Auge.
Bei unerfahrenen Piloten bestand in erster Linie die Gefahr, dass sie sich verflogen und wegen Treibstoffmangel zu einer Notlandung auf feindlichem Gebiet gezwungen waren. Abgesehen davon mussten alle darauf achten, dass keine überlegenen Verbände den Rückzug abschnitten.
8. Für Staffeln: Greife prinzipiell nur in Gruppen von 4 bis 6 an. Wenn sich der Kampf in Einzelgefechte auflöst, achte darauf, dass sich nicht mehrere Kameraden auf einen Gegner stürzen.
Um den Gegner schon beim ersten, eventuell überraschenden Anflug den größtmöglichen Schaden zuzufügen, wurde der Angriff in der Gruppe befohlen. Bei Einzelgefechten sollte die Gefahr des Zusammenstoßes mit eigenen Maschinen vermieden werden, zudem sollten möglichst viele Feinde mit der Abwehr beschäftigt werden.

### Verbände und Kurvenkampf

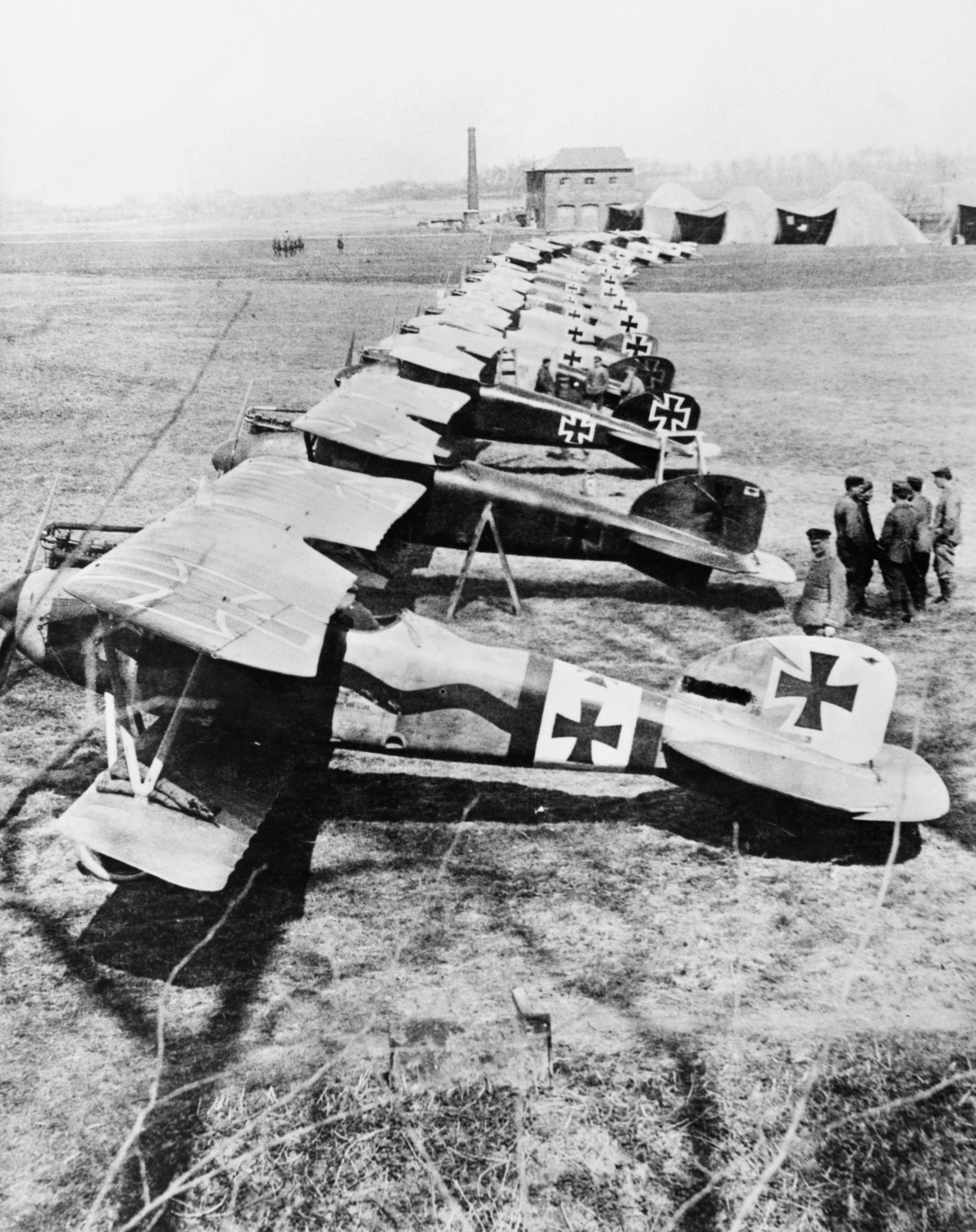
Die Jasta 11 bei Douai, Frankreich, hier ausgestattet mit Albatros D.III

Oswald Boelcke flog 1915 zunächst eine zweisitzige LVG C. Nach dem Umstieg auf die einsitzige Fokker E.I stellte er fest, dass er sich nicht mehr auf einen Angriff konzentrieren und gleichzeitig den Luftraum überwachen konnte. Die Lösung bestand darin, in Rotten und Ketten (zwei bis drei Flugzeuge) und damit zumindest mit einem Flügelmann (Wingman) zu fliegen. Bis ins Jahr 1916 war es üblich, dass die Militärflugzeuge einzeln in den Einsatz flogen. Im Januar 1916 gingen zunächst die deutschen Flieger dazu über, in Gruppen von drei oder vier Maschinen anzugreifen. Der Luftkampf blieb nicht länger von Einzelgefechten geprägt, sondern wurde zum Kampf im geschlossenen Verband. Im August 1916 wurde von Boelcke die erste reine Jagdstaffel aufgestellt, die berühmte Jagdstaffel 2 (336 anerkannte Luftsiege), die in der Regel mit sechs Flugzeugen flog; im September 1916 die noch erfolgreichere Jagdstaffel 11 (350 anerkannte Luftsiege). In einer Anordnung der Luftstreitkräfte im Oktober 1916 hieß es ausdrücklich: „Das derzeitige System der Luftkriegsführung hat den geringen Einsatzwert von einzeln kämpfenden Flugzeugen aufgezeigt; die Aufsplitterung der Kräfte […] muß dadurch vermieden werden […], daß in Verbänden bis zur Größe einer Jagdstaffel geflogen wird. Die Jagdstaffeln müssen sehr sorgfältig ausgebildet werden, um im engen Verbandsflug als eine geschlossene taktische Einheit zu operieren.“ 1916 bis 1918 entstanden 79 Jagdstaffeln, die teilweise drei Jagdgeschwadern (mit zumeist vier Staffeln) zugeordnet waren. Beispielsweise entstand aus den Jagdstaffeln 4, 6, 10 und 11 das Jagdgeschwader 1 unter Führung von Manfred von Richthofen (gemeinsamer Einsatz von ca. 30 Flugzeugen). Wegen der teilweise bunt bemalten Flugzeuge und der schnellen Verlegung an Brennpunkte bezeichnet man auf alliierter Seite das Geschwader als Flying Circus, den Fliegenden Zirkus.
Verbände flogen zumeist in der Keilform, in der versetzten Kettenreihe oder in der Linie; der Verbandsführer vorne, die anderen seitlich und nach oben versetzt. So blieb der Verbandsführer im Blick und ein eventuell in der Kurve zurückbleibender Flieger konnte die Höhenreserve in Geschwindigkeit ummünzen, um wieder aufzuschließen; ein nicht seltenes Problem bei Richtungsänderungen im Verband. Die Probleme bei geschlossenen Richtungsänderungen von Flugverbänden ähnelten in einigen Aspekten jenen der Kavallerie, aus der deswegen zunächst einige Führungsprinzipien entlehnt wurden. Die Kommunikation erfolgte über Handzeichen, farbige Signalkugeln und Bewegungen des gesamten Flugzeuges wie z. B. Wackeln mit den Tragflächen oder leichtes Heben und Senken der Flugzeugnase.
Die ersten Luft- und Kurvenkämpfe ganzer Verbände begannen im Großen 1917. Zeitweise waren die deutschen Maschinen wiederum technisch überlegen (wie schon 1915 bei der Fokker-Plage), so dass man auf alliierter Seite den „Abwehrkreis“ als Verteidigungstaktik entwickelte, vor allem für Flugzeuge mit Druckpropeller, die sich nach hinten schwer verteidigen ließen: Der Verband flog in einem Kreis und jeder Bordschütze deckte den Schwanz des vor ihm fliegenden Flugzeuges. Der Nachteil bestand darin, dass man bei einem länger andauernden Angriff allmählich Höhe verlor und viel Treibstoff verbrauchte.
Ansonsten wurde der Immelmann Turn (s. o.) zur Umkehrung der Flugrichtung auf engstem Raum angewandt. Auch die Flugfigur der Fassrolle verwendeten die Flieger, um hinter den Gegner zu gelangen. Loopings wurden nicht geflogen, da man im oberen Teil dieser Figur zu einem langsamen und damit leichtem Ziel wurde. Im Kurvenkampf hatten Baumuster mit Umlaufmotor und Dreidecker Vorteile (s. o.). Insgesamt setzten sich diese Baumuster aber auch deswegen nicht durch, da vier von fünf Abschüssen eben nicht im Kurvenkampf erfolgten.
Allgemein wurde der Angriff im geschlossenen Verband geschätzt, bei dem in der Regel die Haupterfolge erzielt wurden. Der anschließende Kurvenkampf brachte viel Geballer, aber wenige Erfolge, und war überdurchschnittlich gefährlich für alle Beteiligten. Verbandsführer auf beiden Seiten, so z. B. Sholto Douglas, empfahlen, Kurvenkämpfe möglichst zu vermeiden.

## Chronologie

### 1914
- 5. August: Angriff des Luftschiffes Z VI (mit acht schweren Artilleriegeschossen als Bomben) auf die Festung Lüttich misslingt, aufgrund Beschädigungen durch Maschinengewehrfeuer macht es eine Bruchlandung.
- 14. August: Erster französischer Bombenangriff, Ziel ist der Zeppelin Hangar auf dem Militärflugplatz Metz-Frescaty.
- 21. August: Die deutschen Luftschiffe Z VII und Z VIII gehen bei einem Angriff durch Beschuss von Handfeuerwaffen verloren.
- 22. August. Das erste britische Flugzeug geht im Fronteinsatz verloren, eine Avro 504 wird durch Infanteriewaffen über Belgien abgeschossen.
- 22. August: Das Schütte-Lanz Luftschiff S.L.II überfliegt 480 Kilometer russisches Gebiet und legt insgesamt 1384 Kilometer zurück.
- 24./25. August: Erster nächtlicher Luftangriff eines Zeppelins, Ziel war Antwerpen.
- 25. August: Erstmals wird ein deutscher Flieger von drei englischen im Luftkampf zur Notlandung gezwungen.
- 26. August: Ein russischer Flieger bringt ein österreichisches Flugzeug durch Rammstoß zum Absturz, der russische Flieger kommt ums Leben, nicht jedoch der Österreicher.
- 30. August: Aus einer deutschen Etrich Taube wirft der Pilot aus 2000 m Höhe drei Bomben über Paris ab (1 Tote, 2 Verletzte).
- 6. September:
  - Erster großer Erfolg der Luftaufklärung, sie gibt den eventuell entscheidenden Hinweis für den alliierten Sieg in der Schlacht an der Marne: Das britische Royal Flying Corps entdeckt die Lücke zwischen der 1. und 2. Armee des deutschen Angriffsflügels.
  - Der österreichisch-ungarische Kreuzer Kaiserin Elisabeth und das deutsche Kanonenboot Jaguar vor Tsingtau werden Ziele des ersten seegestützten Luftangriffes in der Geschichte; beide Schiffe wurden dabei nicht getroffen. Der Angriff erfolgte vom japanischen Flugzeugmutterschiff Wakamiya aus. Die in Frankreich gebauten Farman Doppeldecker-Wasserflugzeuge mussten per Bordkran ausgesetzt und gestartet werden.[46]
- 22. September: Zwei Sopwith Tabloid (ursprünglich ein frühes Sportflugzeug) starteten von Amsterdam und bombardierten den Kölner Hauptbahnhof. Ziel waren ursprünglich die Luftschiffhallen in Köln, die sie jedoch nicht fanden.

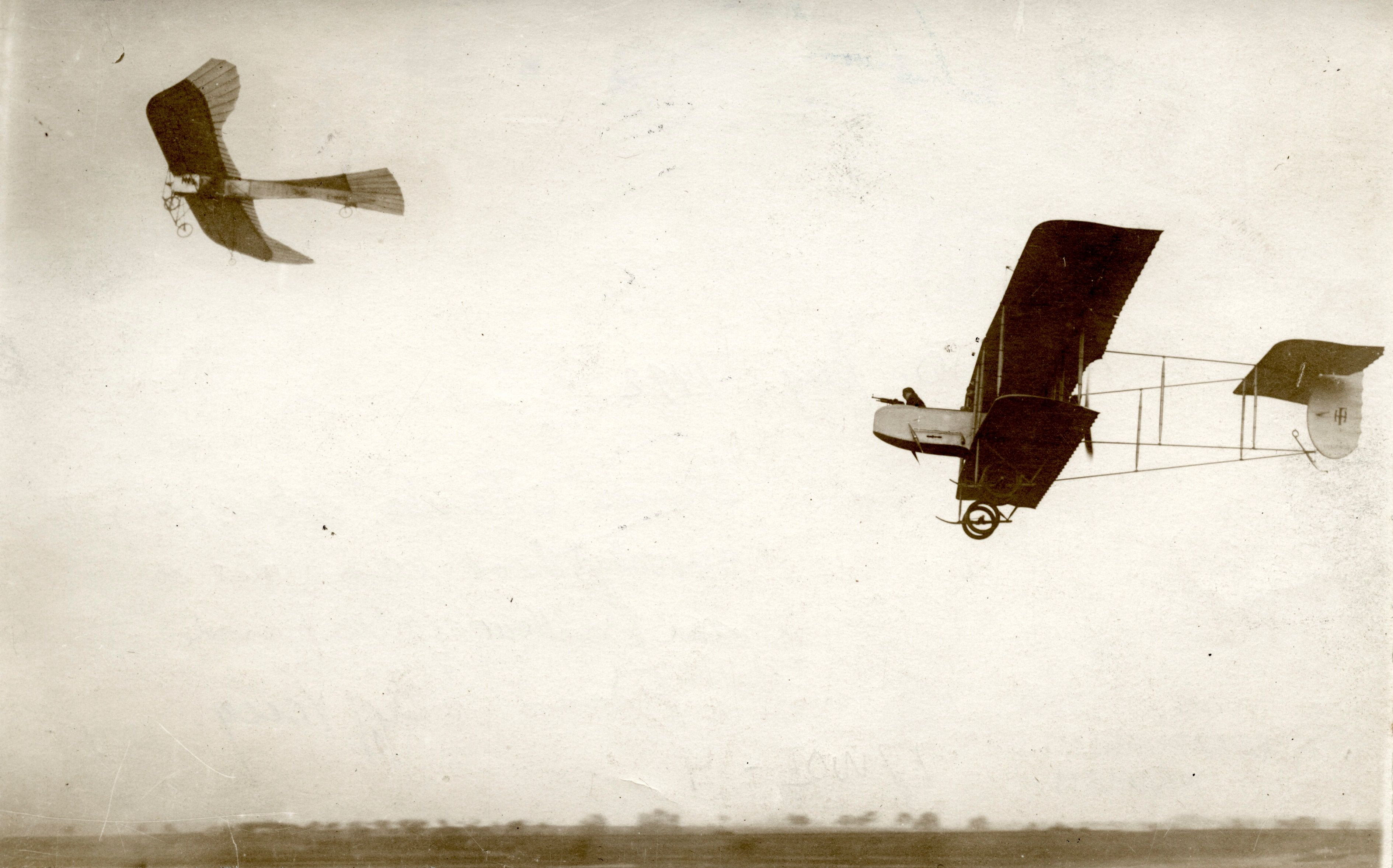
Eine Etrich Taube wird von einem Vickers F.B.5 („Gunbus“) verfolgt (evtl. Fotomontage)

- 5. Oktober: Erstmals wird ein Flugzeug von einem anderen mit Maschinengewehr abgeschossen: Eine französische Voisin V89 mit Schubmotor schießt eine deutsche Aviatik B ab.
- 8. Oktober: Ein Flieger einer britischen Sopwith Tabloid trifft mit 20-lb-Bomben (9 kg) den Luftschiffhangar in Düsseldorf und zerstört dabei den Zeppelin LZ 25 (Z.IX). Einem deutschen Flieger gelingt es, das britische Flugzeug beim Rückflug mit einem Gewehr abzuschießen.
- 10. Oktober: Eine Avro 504 fliegt einen weiteren Angriff auf den Kölner Hauptbahnhof.
- 22. Oktober: Eine Avro 504 fliegt den ersten Fliegerangriff auf einen deutschen Eisenbahnzug.
- 5. November: Erster deutscher Luftsieg, der Beobachter eines Rumpler-B-Doppeldeckers schießt mit einem Karabiner einen Blériot-Eindecker (vermutlich Blériot XI) bei Mercin-et-Vaux ab.
- November: Die Oberste Heeresleitung ordnet an, ein strategisches Bombengeschwader mit 36 Aviatik BI-Maschinen aufzustellen, die von Calais aus London bombardieren sollten (Calais wurde dann aber nicht eingenommen)
- 13. November: Die erste französische Fliegereinheit für strategische Bombenangriffe wird gebildet.
- 21. November: Drei englische Flugzeuge vom Typ Avro 504 fliegen mit je vier 9-kg Bomben den ersten Tieffliegerangriff der Geschichte, Ziel sind die Zeppelinwerke im 200 Kilometer entfernten Friedrichshafen. Eine Zeppelinhalle und das für die Füllung der Luftschiffe erforderliche Gaswerk werden zerstört, ein britischer Flieger muss notlanden.
- 4. Dezember:
  - Aufstellung der ersten operativen Wasserflugzeug-Einheit der Kaiserlichen Marine, am 6. Dezember Stationierung in Zeebrugge.
  - Erster Angriff der französischen strategischen Bombergeschwaders, Ziel ist Freiburg im Breisgau, geringe Schäden bzw. Wirkung.
- 11. Dezember: Erster deutscher Luftangriff auf Großbritannien, eine deutsche Rumpler Taube wirft über Dover Bomben ab, die ihr Ziel jedoch verfehlten.
- 24. Dezember: Erster „erfolgreicher“ Luftangriff mit einer Aviatik auf Dover und damit auf Großbritannien.
- 25. Dezember: Britischer Weihnachtsangriff mit Marineflieger auf den Marinestützpunkt Cuxhaven und den Marinefliegerstützpunkt Nordholz
- 26. Dezember: Erster Luftangriff auf einen britischen Flottenverband und auf ein britisches U-Boot (Flugzeug: Etrich Taube)[47]

### 1915

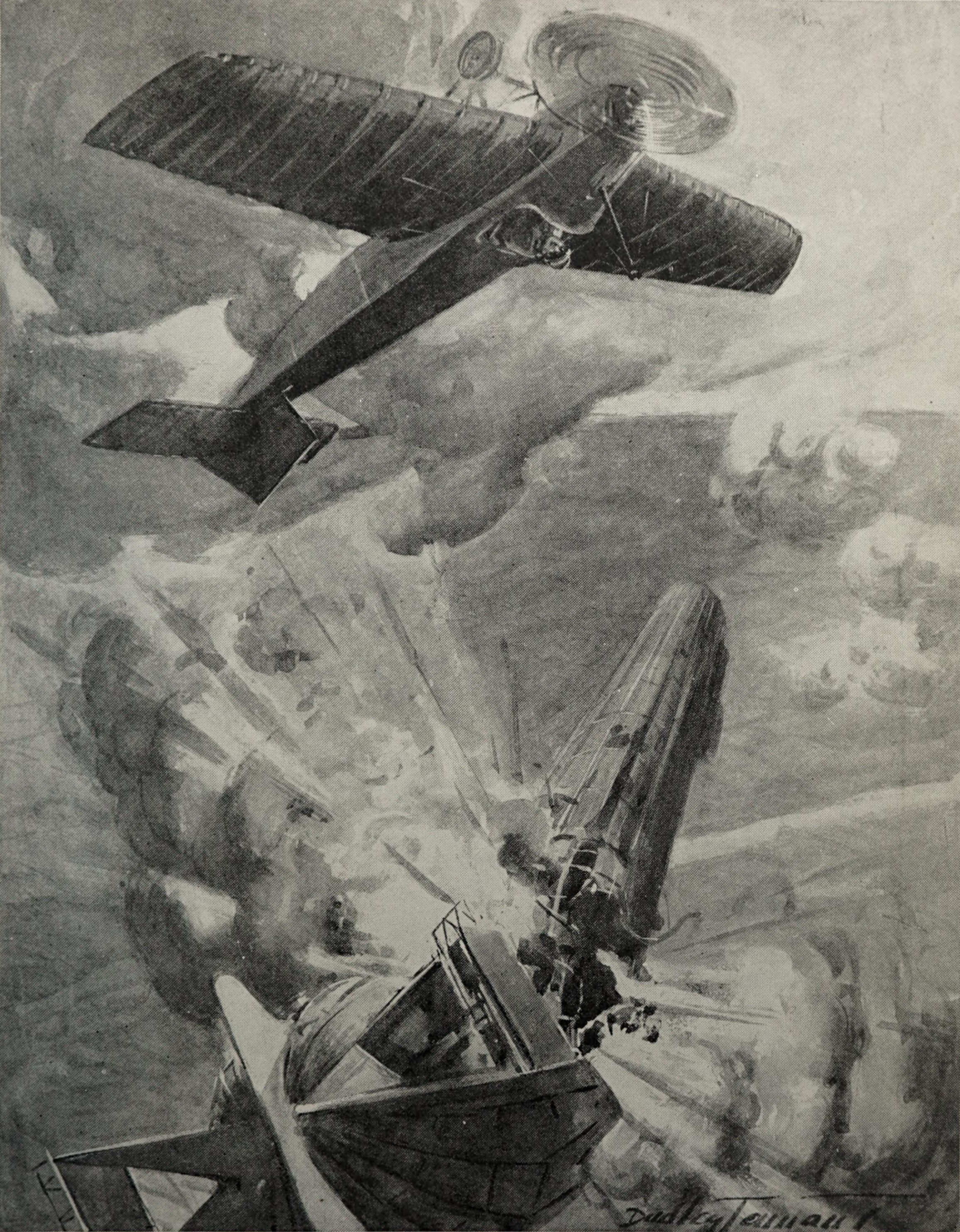
Zeitgenössische Darstellung der Zerstörung von LZ 37 am 7. Juni 1915

- 7. Januar: Kaiser Wilhelm II genehmigt nach Zögern die Bombardierung Großbritanniens
- 19. Januar: Bombenangriff auf England durch die drei Zeppeline L3 (LZ 24), L4 (LZ 27) und L6 (LZ 31), die von Fuhlsbüttel aufsteigen. L6 muss wegen Maschinenschadens umkehren, L3 lässt einige Bomben auf Yarmouth fallen, L4 entlädt seine Bomben in der Grafschaft Norfolk (vier Tote, zwanzig Verletzte). Es fällt kein Schuss zur Abwehr.
- 23. Januar: Erster geschlossener Fliegerangriff eines Verbandes, 12 Maschine gegen Dünkirchen.
- Februar: Erstes Bombenzielgerät der Franzosen („Dorana“)
- Februar: 1915 einsatztechnische Erprobung der Funk-Telegrafie (vermutlich Löschfunkensender) zwischen Flugzeug und Bodenstation bei der deutschen Fliegertruppe.
- 15. Februar: Erster Bombenangriff eines viermotorigen Bombenflugzeuges, eine Sikorsky Ilja Muromez wirft in einem Einsatz gegen Ostpreußen 272 Kilo Bomben ab.
- 17. Februar: Die Luftschiffe L3 und L4 starten zum Angriff, geraten in ein Unwetter und gehen der Küste Jütlands zu Bruch, die Besatzungen werden in Dänemark interniert.
- 10./12. März: Erste direkte Luftunterstützung eines Bodenangriffs der Briten bei Neuve-Chapelle. Leitung des Geschützfeuers durch das „Clock-System“, der Beobachter versucht mit Hilfe einer Zelluloidscheibe, die Geschossbahnen zu errechnen.
- 16./27. März: Angriff des Luftschiffes Z 12 (LZ 26) auf England, Z 12 ist mit einem einziehbaren Spähkorb ausgestattet, er unter dem Luftschiff hängt. Aufgrund von Nebel wird die Themsemündung nicht gefunden, Bombenabwurf über Calais.
- 20./21. März: Erster Zeppelin-Angriff auf Paris, 1 Toter, acht Verletzte.
- 1. April: Roland Garros schießt mit seiner Morane Parasol einen deutschen Albatros ab. Die Luftschraube der Morane ist mit einem keilförmigen Geschossabweiser versehen, der es erstmals ermöglicht, durch die Laufschraube zu schießen. Durch die Konstruktion gewinnen die Alliierten monatelang die Luftüberlegenheit an der Westfront.
- 18. April: Abschuss von Roland Garros durch einen Gewehrschuss, das Konstruktionsprinzip des Geschossabweisers wird damit bekannt. Bei deutschen Maschinen funktioniert das Prinzip jedoch nicht, weil die deutschen Chrommantelgeschosse im Gegensatz zu den französischen Kupfermantelgeschosse den Abweiser durchschlagen. Anthony Fokker wird daraufhin beauftragt, eine Lösung für deutsche Jagdflugzeuge zu finden
- 25. April: Nach Versuchen im Februar und April wird bei der Schlacht von Gallipoli das Geschützfeuer des britischen Linienschiffes „HMS Triumph“ durch den Beobachter eines vom Begleitschiff Mancia aufgestiegenen Fesselballons geleitet.
- Mai 1915: Vorführung des synchronisierten Maschinengewehrs bzw. Unterbrechergetriebes bei der Feldfliegerabteilung 62 durch Max Immelmann und Oswald Boelcke in Anwesenheit des Kronprinzen. Boelcke und Immelmann sind begeistert.
- 26. Mai: Angriff der 1ère Groupe de Bombardement unter Führung von Louis de Goÿs de Mézeyrac auf die „Badische Anilin- & Soda-Fabrik“ in Ludwigshafen mit 18 Voisin-Bombenflugzeuge, beladen mit 9-cm und 15-cm Artilleriegeschossen, die durch angeschweißte Blechflossen zu Bomben umgebaut wurden. Der Angriff richtet beträchtlichen Schaden an, nur ein Flugzeug geht verloren.
- 30/31. Mai: Erster Luftschiffangriff auf London. 7 Tote, 23 Verletzte.
- Juni 1915: Bei einem Feindflug halten zwei deutsche Flugzeuge erstmalig miteinander und mit der Bodenstation per Funk-Telegrafie Verbindung.
- 6./7. Juni: Die im Bereich von Brügge stationierten Luftschiffe LZ 37, LZ 38 und LZ 39 steigen zu einem Angriff auf London auf, müssen jedoch wegen ungünstigen Wetter wieder umkehren. Der Funkverkehr wird abgehört, die bei Dünkirchen stationierte britische 1. Staffel der R.N.A.S. steigt auf.
- 7. Juni Reginald Alexander John Warneford setzt das Heeresluftschiff LZ 37 über Gent mit einer 9-kg-Bombe in Brand und erhält dafür das Victoria Cross. LZ 38 wird am gleichen Tag durch Bomben im Hangar bei Evere zerstört.
- 27. Juli: Fertigstellung der ersten Gotha G.I („Groß-Kampfflugzeug Nummer 1 der Gothaer Waggonfabrik“)

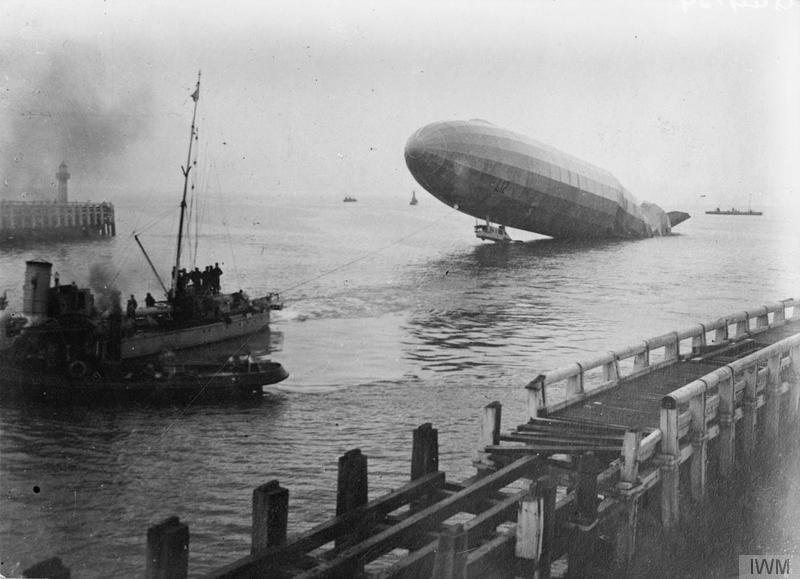
Das Luftschiff L 12/LZ 43 im August 1915 beim Einschleppen in den Hafen von Ostende, später brennt es aus

- 1. August: Der Fokker-Eindecker Fok E1 mit synchronisierten Maschinengewehr wird an die Front ausgeliefert, erster Abschuss mit ihm durch Max Immelmann.
- August: In Reaktion auf die Fokker-Eindecker („Fokker-Plage“) führen die Alliierten den engen Formationsflug ein (Fünfer-Formation), um die Wirkung der Bordschützen im Rücksitz zu erhöhen.
- 10. August: Das Luftschiff L12 (LZ 43) wird bei Dover von einer Flakbatterie angeschossen und muss später notlanden, erster derartiger Abschuss.
- 12. August: Erster erfolgreicher Angriff auf ein Schiff mit einem vom Flugzeug abgeworfenen Torpedo: Flight Commander C.H. Emonds greift mit seinem Short 184-Wasserflugzeug bei den Dardanellen ein türkisches Versorgungsschiff an, das schwer beschädigt wird und Tage später sinkt.
- 20. August: Erste anhaltende strategische Bomberoffensive durch italienische Fliegerkräfte (Caproni-Bomber), ca. 32 Bomber greifen Triest an.
- 8./9. September: Bisher schwerster Luftangriff auf London durch das Luftschiff L13 (LZ 45), erstmalig kommen 300 kg Bomben zum Einsatz.[48]

### 1916
- 23. Januar: Max Immelmann und Oswald Boelcke erhalten als erste deutsche Kampfflieger den Pour le Mérite"
- 27./28. Januar: Französischer Bombenangriff auf Freiburg im Breisgau.
- 29./30. Januar: Zeppelinangriff auf Paris als Vergeltung für den Angriff auf Freiburg.
- 30./31. Januar: Angriff eines Zeppelingeschwaders, der Führer der Marine-Luftschiffe, Korvettenkapitän Peter Strasser führt den bis dahin größten Marine-Luftschiffangriff auf England durch. Eingesetzt werden die neun Luftschiffe L 11, L 13, L 14, L 15, L 16, L 17, L 19, L 20 und L 21 auf Liverpool, Birkenhead, Manchester, Nottingham und Sheffield, beim Rückflug geht L 19 (LZ 54) verloren. L 19 musst nach Beschuss durch die holländische Küstenwache auf offenen Meer notlanden, der Kapitän eines britischen Fischerbootes verweigert völkerrechtswidrig die Rettung, 16 Luftschiffer, die sich am Wrack festhalten, ertrinken am 2. oder 3. Februar in einem Sturm.

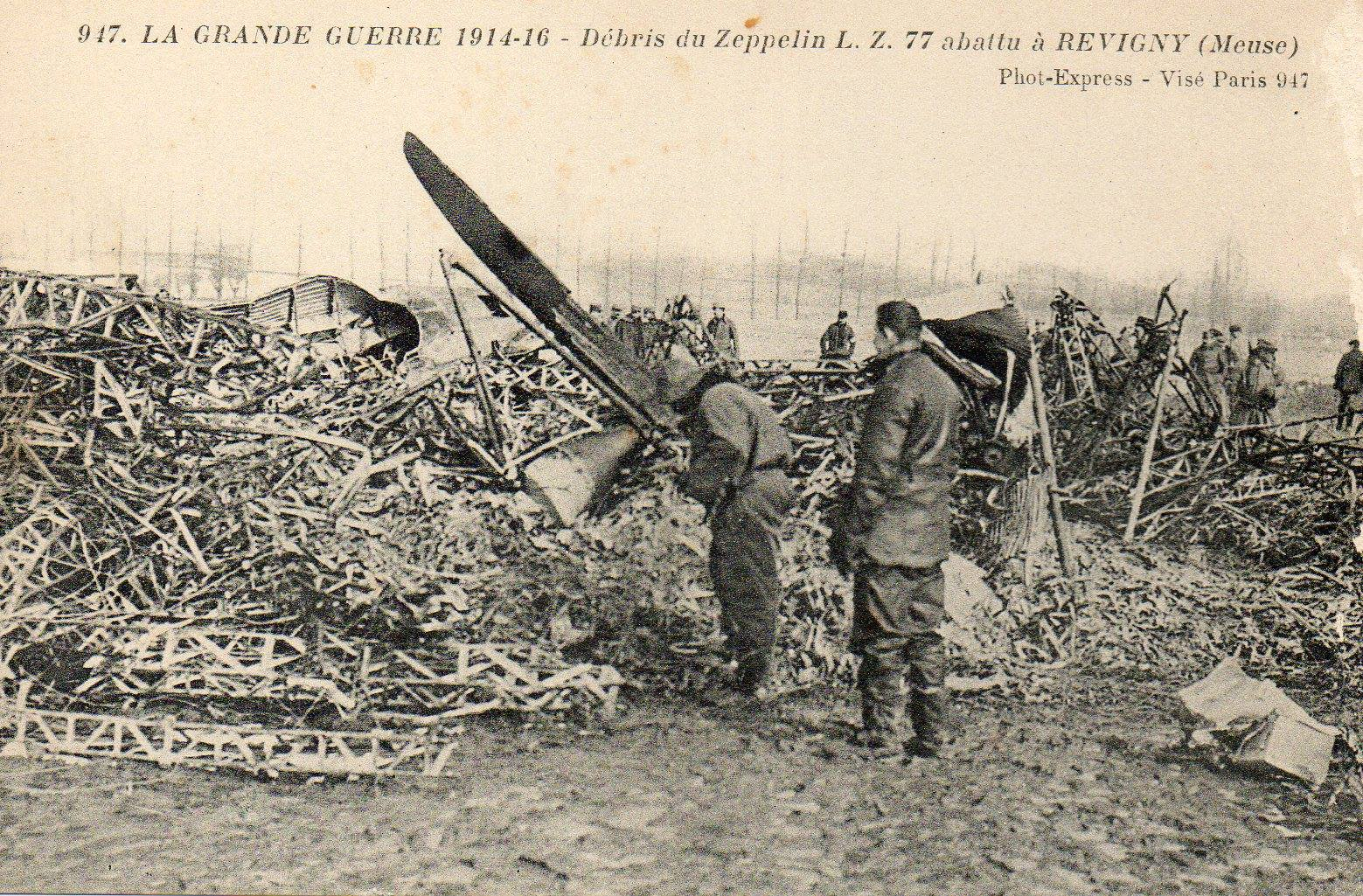
Überreste von LZ 77 bei Brabant-le-Roi im Nordosten Frankreichs (Foto von 1916)

- 21. Februar: LZ 47/„LZ 77“ greift zum Auftakt der Schlacht um Verdun rückwärtige Eisenbahnknotenpunkte bei Revigny an und wird bei Brabant-le-Roi als erster Zeppelin mit Brandmunition abgeschossen, es gibt keine Überlebenden
- 5./6. März: Zeppelinangriffe auf England, 17 Tote, 50 Verwundete. Im britischen Unterhaus werden Stimmen laut, die Vergeltungsangriffe auf deutsche Städte verlangen.
- 31. März bis 6. April: Sechs aufeinanderfolgende nächtliche Zeppelinangriffe auf England. L 15 (LZ 48) erhält über die nördliche Vororte von London Treffer durch Abwehrgeschütze, bricht vor der Themsemündung in zwei Teile und stürzt am 1. April ins Meer, die Mannschaft kann von einem britischen Zerstörer gerettet werden.
- Frühjahr: Fronteinführung des leichten Bombers Sopwith 1½ Strutter und des Short Bombers
- April: Erstmaliger Einsatz von Le-Prieur-Raketen während der Schlacht um Verdun
- 8. April: Den Alliierten fällt eine Fokker E III mit synchronisierten Maschinengewehr in die Hände, da der Pilot versehentlich auf einem Flugplatz des Royal Flying Corps landet.
- 2./3. Mai: Angriff eines Zeppelingeschwaders auf Middlesbrough, Stockton-on-Tees, Sunderland, Hartlepool und auf Kriegsschiffe am Eingang zum Firth of Forth. Trotz heftigen Abwehrfeuers gibt es keine Verluste, aber L 20 (LZ 59) wird nach Norwegen abgetrieben und havariert am Hafrsfjord. Die Besatzung wird interniert, das beschädigte Luftschiff wegen Unfallgefahr von norwegischen Soldaten zur Explosion gebracht.
- 31. Mai/1. Juni: Fünf Zeppeline versuchen die Hochseeflotte bei der Skagerrakschlacht zu unterstützen, was wetterbedingt vollständig misslingt.
- 18. Juni: Max Immelmann fällt bei Annay, Département Pas-de-Calais, Frankreich, vermutlich aufgrund des Ausfalls der Nockensteuerung der MG-Synchronisation und der dadurch bedingten Zerstörung des eigenen Propellers.
- 22. Juni: Erster ausschließlich gegen die Zivilbevölkerung gerichteter Luftangriff, fünf französische Bomber vom Typ Caudron G.IV greifen Karlsruhe an und treffen eine mit 2000 Zuschauern vollbesetzte Zirkusvorstellung, 85 Kinder und 34 Erwachsene sterben, 169 Personen werden schwer verletzt. Der Angriff gilt als Vergeltung für einen deutschen Angriff auf Bar-le-Duc, bei dem 85 Menschen starben.
- 1. Juli: Beginn der Schlacht an der Somme, bei der sich eine Luftüberlegenheit der Alliierten bemerkbar macht, die vor allem durch die britische Airco D.H.2 gewährleistet wird. Die Flugzeuge der Alliierten greifen mit MG-Feuer und Bombenabwürfen direkt und planmäßig in das Kriegsgeschehen ein. Die zeitweilige Luftherrschaft der Deutschen mit den Fokker D-III Jagdflugzeugen wird vor allem mit dem neuen französischen Jäger Nieuport 17 gebrochen.
- August: Fronteinführung der SPAD S.VII.
- September (?): Dicta Boelcke
- 2./3. September: Größter Luftschiffangriff des Krieges gegen England mit 14 Luftschiffen. Dabei wird erstmalig über England ein Luftschiff von einem Flugzeug (B.E.2) abgeschossen, der Pilot ist William Leefe Robinson. Das Schütte-Lanz Luftschiff SL-11 stürzt in der Nähe von Cuffley ab, wobei die 16 Mann starke Besatzung umkommt.
- September: Fronteinführung der Albatros D.II, womit den deutschen Piloten wieder ein den meisten gegnerischen Typen überlegenes Flugzeug zur Verfügung steht.
- 15. September: k.u.k. Seeflieger in Lohner Flugboten versenken 10 Meilen vor Castellastua das französische U-Boot Foucault.
- 28. September: Aufstellung der Jasta 11.
- Oktober: Fronteinführung der Sopwith Pup.
- 8. Oktober: Kaiserliche Kabinettsorder: „Die wachsende Bedeutung des Luftkrieges erfordert es, die gesamten Luftkampf- und Luftabwehrkräfte des Heeres im Felde und in der Heimat in einer Dienststelle zu vereinigen. Hierzu bestimme ich: der einheitliche Aufbau, die Bereitstellung und der Einsatz dieser Kriegsmittel wird einem ‚Kommandieren General der Luftstreitkräfte‘ (Kogenluft) übertragen, der dem Chef des Generalstabes unmittelbar unterstellt wird. Der Chef des Feldflugwesens tritt, unter Aufhebung seiner Dienststelle, als Chef des Generalstabes zum Kommandierenden General der Luftstreitkräfte.“
- 28. Oktober: Oswald Boelcke fällt bei Bapaume, Pas-de-Calais, Frankreich
- 27./28. November: Bei einem Luftangriff auf England gehen von 10 eingesetzten Zeppelinen zwei durch Jagdflugzeuge und Brandmunition verloren (L 21 und L 34). Die hohe Verlustraten bei Luftschiffangriffen führen zu Überlegungen, die Angriffe mit Luftschiffen einzustellen.
- Ende 1916: Fronteinführung des Bombers AEG G.IV.[49]

### 1917

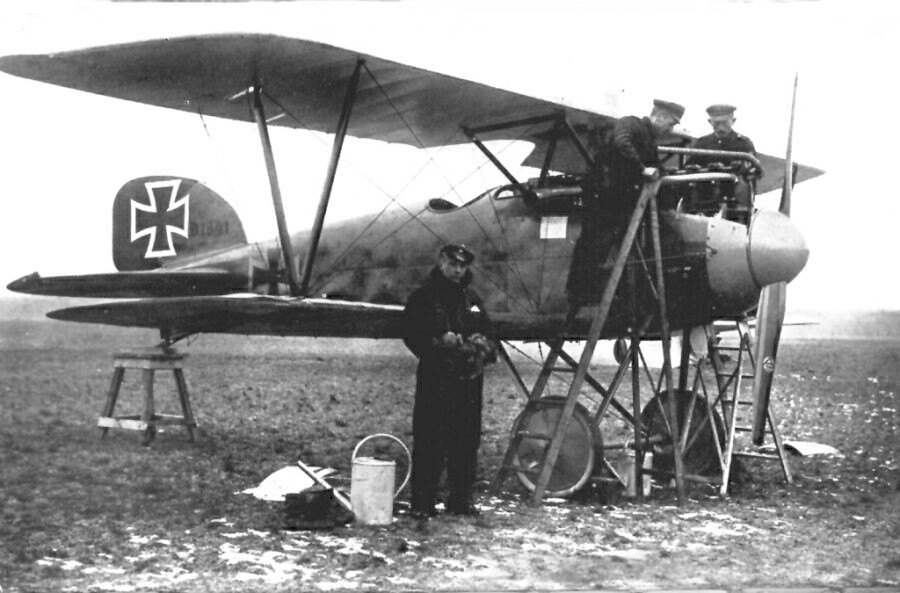
Ernst Udet vor seinem Albatros D.III

- Januar: Die den alliierten Flugzeuge überlegene Albatros D.III trifft an der Front ein, im Blutigen April 1917 kann an der Westfront die deutsche Luftüberlegenheit errungen und das ganze Frühjahr 1917 hindurch behauptet werden. Von Januar bis Mai gelingt trotz dreifacher zahlenmäßiger Überlegenheit der Alliierten der Abschuss von 151 britischen Flugzeuge bei 70 eigenen Verlusten, alleine 21 Abschüsse entfallen davon auf Manfred von Richthofen.
- Frühjahr: Die Oberste Heeresleitung (OHL) beziehungsweise der neue „Kommandierende General der Luftstreitkräfte“ (Kogenluft), Generalleutnant Ernst von Hoeppner, beschließt die Einstellung der Heeresluftschifffahrt. Zum Einsatz kommen stattdessen im Laufe des Jahres v. a. die neuen Bomber Friedrichshafen G III, Zeppelin (Staaken) R.VI und Gotha G.V.
- März: Produktionsbeginn der französischen Breguet 14.
- April: Fronteinführung der Bristol F.2, der erste Einsatz am 5. April endet zwar wegen unangepasster Flugtaktik in einem Desaster, die überarbeitete F.2B wird aber eines der meistgebauten Flugzeuge im Krieg.
- Blutiger April im Rahmen der Schlacht von Arras.
- Ende Mai: Erster Bombereinsatz gegen England mit 22 Flugzeugen, Ziel ist Folkestone, 95 Tote.
- Juni: Beginn des Amerikaprogramms.
- Sommer 1917 die deutsche Luftüberlegenheit über der Westfront geht weitgehend an die Alliierten verloren. Aus den vier Jastas 4, 6, 10 und 11 wird das erste Jagdgeschwader (JG) „Richthofen“ gebildet, das jeweils an heftig umkämpfte Schwerpunkte der Westfront geworfen wird, um zumindest eine zeitlich und örtlich begrenzte Luftüberlegenheit erringen zu können.
- 13. Juni: Erster Tagangriff eines Flugzeuggeschwaders mit 18 Bombern auf London, eines von 90 aufgestiegenen Jagdflugzeugen konnte abgeschossen werden (erster Abschuss eines britischen Flugzeuges über Großbritannien), 162 Tote.
- 7. Juli: Weiterer Tagangriff auf London, einer von 22 Gotha-Bombern und zwei von 100 Jagdflugzeugen gehen verloren. Aufgrund verstärkter Abwehr und der Einführung des Jägers Sopwith Camel geht man zu Nachtangriffen über.
- August: Fronteinführung des britischen Bombers Handley Page Type O.
- 2. August: Edwin Dunning landet mit einer Sopwith Pup auf einem Flugzeugträger, der HMS Furious, die erste Landung eines Radflugzeugs auf einem fahrenden Kriegsschiff.
- September: Bomber Gotha G.V geht in den Fronteinsatz.
- 1. September: Die Fokker Dr.I trifft an der Front ein, wird aber im November aufgrund technischer Probleme zeitweise wieder aus dem Dienst gestellt.
- 28. September bis 4. Oktober: Sechs Nachtangriffe mit Bombenflugzeugen auf London zur Demoralisierung der Zivilbevölkerung.
- Oktober: Mit der Junkers J.I kommt das erste Ganzmetallflugzeug an die Front.
- 19./20. Oktober: Silent Raid, der größte Luftangriff mit Luftschiffen in der Geschichte und der letzte Großangriff deutscher Marineluftschiffe auf England. Zwei von 13 Luftschiffen fallen schon vor dem Start aus, die heftige Abwehr zwingt die Luftschiffe auf 6000 Meter. Von elf Luftschiffen gehen fünf verloren.[50]

### 1918

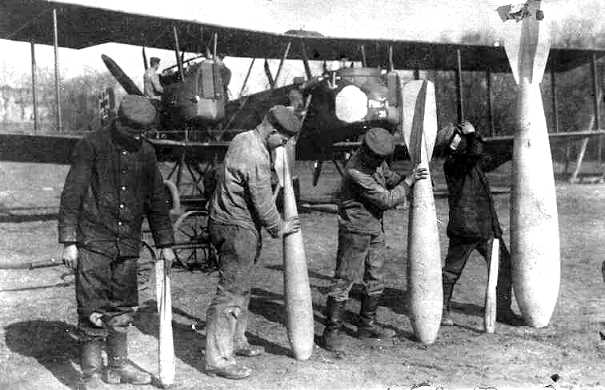
Bomben von 12,5 bis 300 kg vor einer Gotha G.V

- 28./29. Januar: Bei einem Nachtangriff stürzt ein Großflugzeug vom Typ Gotha G.V ab und vier weitere werden bei Bruchlandungen in Belgien beschädigt. Die England-Angriffe durch Gothas werden eingestellt und die Flugzeuge zur taktischen Luftunterstützung der Frühjahrsoffensive bereitgestellt.
- Februar: Rückkehr der überarbeiteten Fokker Dr.I an die Front.
- 16. Februar: Angriff von vier Riesenflugzeuge Zeppelin (Staaken) R.VI auf London, erstmals wird eine 1000 kg-Bombe abgeworfen, die einen Flügel des Krankenhauses in Chelsea zerstört.
- 17. Februar: Bomben-Volltreffer des Bahnhofes St. Pancras in London.
- 21. März: für die Deutsche Frühjahrsoffensive 1918 zieht die Oberste Heeresleitung 730 Flugzeuge zusammen, denen auf dem ca. 80 Kilometer breiten Angriffsabschnitt etwa 580 alliierte Maschinen gegenüberstehen. Die deutschen Flugzeuge erringen die Lufthoheit und unterbinden die alliierte Luftaufklärung. Ernst Udet wird in Richthofens Geschwader aufgenommen, Richthofen ernennt Udet nach dem ersten gemeinsamen Flug zum Staffelführer.
- 1. April: Das Royal Flying Corps und der Royal Naval Air Service werden zur Royal Air Force zusammengefasst.
- 21. April: Manfred von Richthofen fällt in einer Fokker Dr.I bei Vaux-sur-Somme, Département Somme, und wird zunächst am 22. April in Bertangles bestattet.
- 6. Juni: Die britische Bomberflotte Independent Force wird gegründet, Ziele sind Angriffe auf das deutsche Hinterland.
- 19. Juli: von der HMS Furious starten sieben Sopwith Camel-Flugzeuge zum Angriff auf die deutschen Luftschiffhallen in Tondern. Jedes Flugzeug trägt zwei 23-kg-Bomben. Beim Angriff wurden die Luftschiffe L 54 (LZ 99) und L 60 samt ihren Hangars zerstört. Keiner der Angreifer landet wieder auf der „Furious“. Drei der Flugzeuge wassern in der Nähe des Trägers, drei werden in Dänemark interniert, eines bleibt vermisst.[51][52]

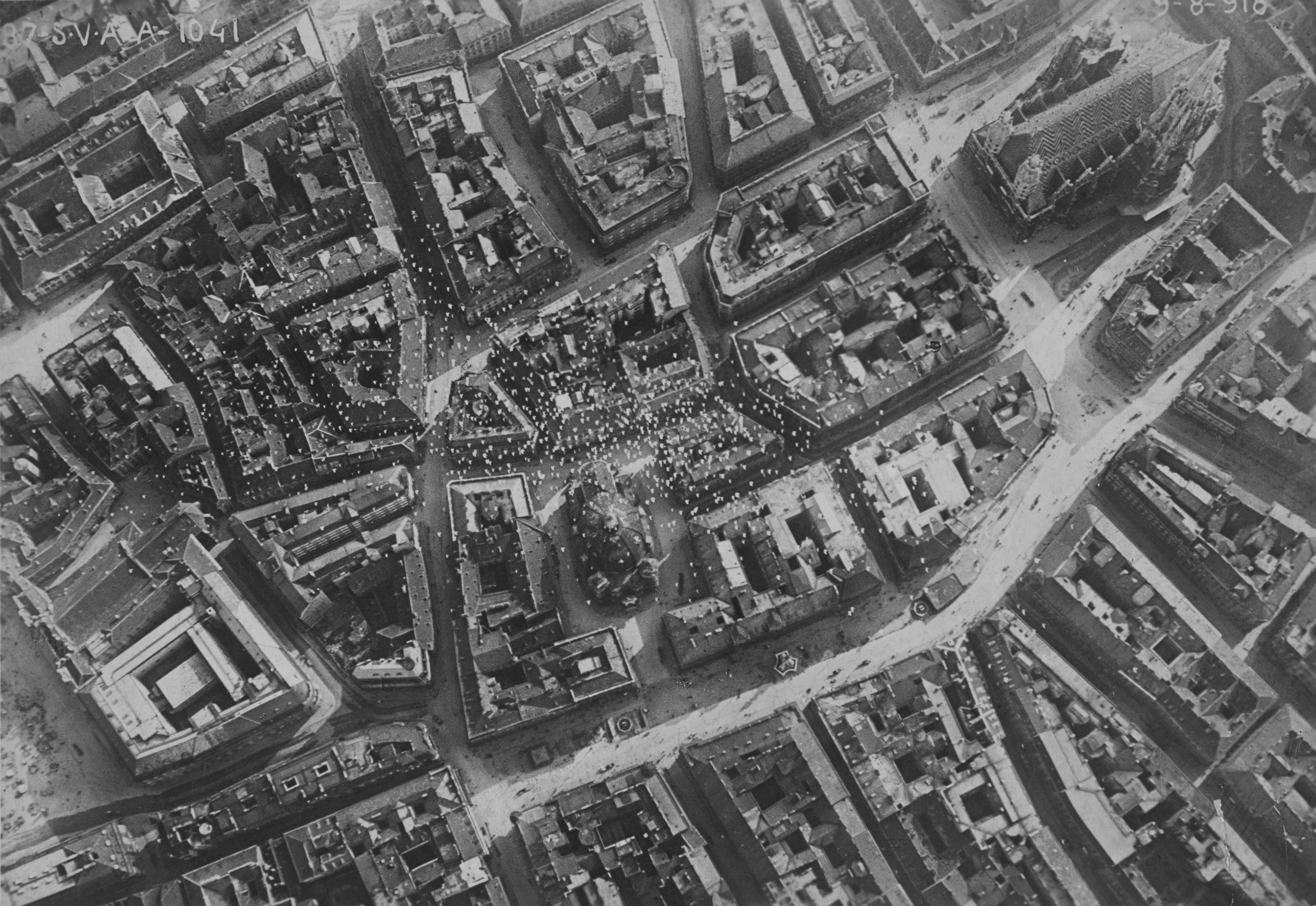
Flug über Wien: Abwurf der Flugblätter über dem Graben in der Wiener Innenstadt, rechts oben der Stephansdom

- 9. August: Der Schriftsteller Gabriele D’Annunzio wirft beim Flug über Wien mehrere tausend Flugblätter über Wien ab.
- 16. September: Stapellauf der HMS Argus (I49), des ersten echten Flugzeugträgers der britischen Royal Navy.
- 23. September: Der Feuerplan (groß angelegter Brandbombenangriff mit Flugzeugen auf Paris und London) wird gestoppt.
- Oktober: Die Ganzmetallflugzeuge Junkers D.I sowie einige wenige Exemplare der Junkers CL.I kommen an die Front. Aus der CL.I wird nach dem Krieg die Junkers F 13 entwickelt, das erste Ganzmetallflugzeug der zivilen Luftfahrt.
- 19./20. Oktober: Letzter deutscher Luftangriff auf London: Einige Riesenflugzeuge Zeppelin (Staaken) R.VI begleitet von 38 Gotha-Großflugzeugen, von denen sechs von Abfangjägern und Flak abgeschossen wurden.[53]